# Club Atlético Nueva Chicago
El Club Atlético Nueva Chicago, popularmente conocido como Nueva Chicago o simplemente Chicago, es una institución deportiva argentina fundada el 1 de julio de 1911, con estadio y sede en el barrio de Mataderos, sudoeste de la Ciudad de Buenos Aires. Su principal actividad es el fútbol masculino profesional. Actualmente disputa la Primera Nacional, segunda categoría del fútbol argentino.
Nueva Chicago es uno de los 40 clubes campeones de Primera División, por haberse consagrado campeón de la Copa de Competencia Jockey Club en 1933, título válido por copa nacional oficial de la Asociación del Fútbol Argentino. También obtuvo dos subcampeonatos de Primera División en 1925 (AAF) y 1933 (AFAP), y del mismo modo fue finalista de la Copa Competencia de 1921.
Participa en los torneos oficiales desde 1913 y a lo largo de su historia logró 12 ascensos, seis de ellos a Primera División: 1919 (AAF), 1930 (AAmAF), 1981, 2001, 2006 y 2014 (AFA). Es el único club argentino en ascender consecutivamente y sin escalas desde el tercer nivel a Primera División en dos oportunidades diferentes (1918-1919 y 2013/14-2014). También posee el récord en ascender más rápido a Primera División desde su fundación habiendo empezado en Cuarta División: 8 años y 152 días. Nueva Chicago está, junto con Argentinos Juniors y Gimnasia y Esgrima La Plata, dentro de los 10 clubes que más veces ascendieron a Primera División, solo por detrás de Quilmes (11), Banfield (10), Chacarita Juniors, Ferro Carril Oeste, Lanús, Tigre y Unión (7).
Nueva Chicago es la primera institución en aportar un capitán campeón con la Selección Argentina, debido a que Emilio Solari fue el referente del primer equipo nacional que se adjudicó el Campeonato Sudamericano 1921 (actual Copa América) al mismo momento que se desempeñaba en el club de Mataderos. Además de Solari, Chicago aportó cuatro futbolistas más a la selección mayor y otros tres jugadores para afrontar amistosos internacionales de carácter informal.
La institución de Mataderos es récord nacional en el ítem de más temporadas en Segunda División (1899-presente) con 77 participaciones. También es el club con más temporadas en la extinta Primera B (1935-1986) con 47 torneos, 41 de ellos de manera ininterrumpida (1941-1981). En dicha categoría, fue el equipo con más partidos jugados (1617), con más victorias (590) y con más puntos en la tabla histórica (1603) en la mencionada Primera B. En 1962 aportó la base de su plantel profesional para que representen a la Argentina en el primer torneo sudamericano de Primera B, disputado en Lima, y dicho combinado consiguió un subcampeonato.
Otra particularidad es que el club cuenta con la distinción de ser el equipo directamente afiliado con más participaciones (4), el que más puntos acumuló (24), el que partidos disputó (18) y el que más triunfos consiguió (10) en los viejos Torneos Zonales (1987-1993), y obtuvo uno de los cuatro torneos que afrontó. En dicho formato se produjo un hecho sin precedentes a nivel nacional, siendo el club directamente afiliado en disputar el partido oficial más austral y más lejano de la sede de AFA, efectuado en Río Gallegos, a 2600 kilómetros.
Por sus pergaminos deportivos reconocidos por otros equipos, y también por el poder de convocatoria que posee su hinchada, Nueva Chicago es considerado por la prensa y por otros clubes del Fútbol Argentino como uno de los denominados "Grandes del Ascenso".
En la institución se desarrollan diversas actividades culturales y otros deportes, como por ejemplo: fútbol femenino, futsal, gimnasia artística, danza, hockey, baloncesto, vóley, boxeo, balonmano, baby fútbol, karate, muay thai, kick boxing, patín, natación, tenis, skate, rollers, entre otros. La mayoría de las actividades que el club le ofrece al asociado se realizan en su polideportivo.

## Historia institucional
|  | Para un completo desarrollo véase Historia del Club Atlético Nueva Chicago |

Es que el Club Atlético Nueva Chicago es sinónimo de Mataderos, un barrio situado casi en el extremo suroeste de la Capital Federal, antes de Villa Lugano. En ese contexto dominado por la industria de la carne, cuando se inauguraron las primeras escuelas del barrio comenzó la construcción del Hospital Salaberry y llegó la fiebre del fútbol, que inquietaba a la enorme población de jóvenes ávidos de practicar deporte. Un grupo de ellos se reunió el 1 de julio de 1911 en un desvencijado puente que cruzaba el arroyo Cildáñez (entubado desde hace largo tiempo) y resolvieron crear el nuevo club, llamándolo Unidos de Nueva Chicago.El Nacimiento de una Pasión, de Alejandro Fabbri.

### Inicio

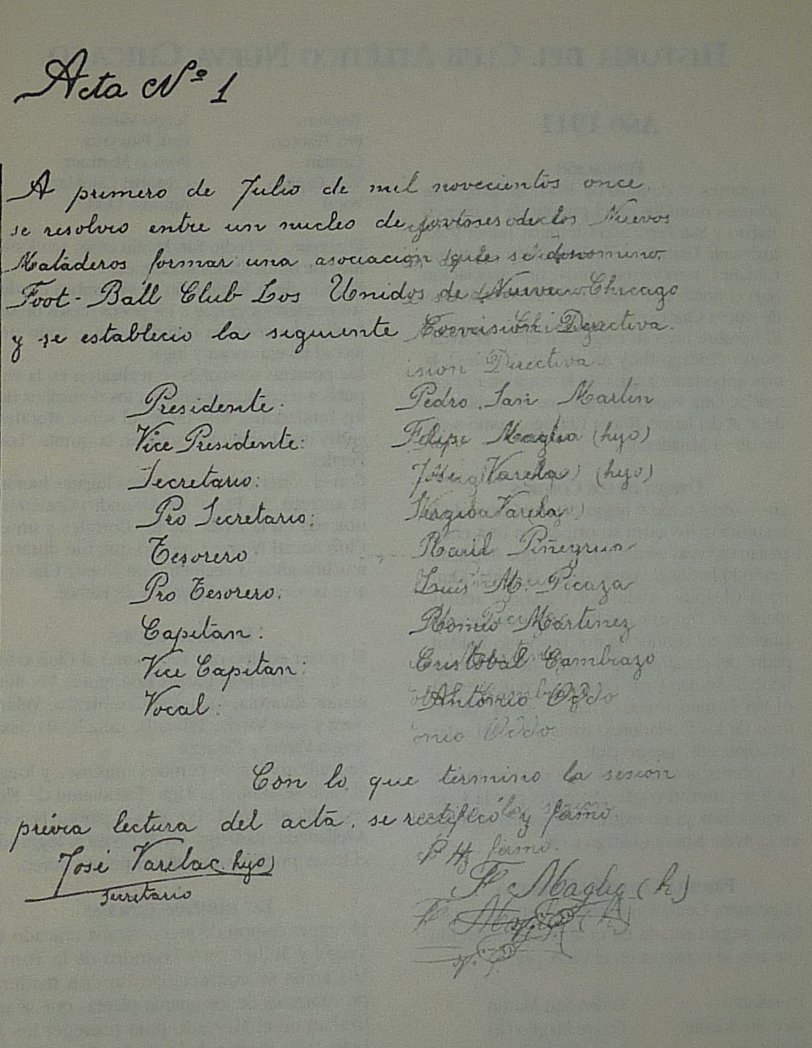
Acta fundacional del Club Atlético Nueva Chicago.

Fue fundado el 1 de julio de 1911  por un grupo de jóvenes de entre 15 y 20 años, quienes también eligieron los colores verde y negro como representativos de la naciente institución. Originalmente fue fundado con el nombre de «Los Unidos de Nueva Chicago», y posteriormente adoptó su actual denominación. La elección del nombre se debe a que el barrio en el cual se fundó se llamaba Nueva Chicago, denominación original para el barrio de Mataderos. En él se instaló, a comienzos del siglo XX, un moderno matadero de ganado vacuno que llevó a la popularidad al barrio por su similitud con la ciudad estadounidense de Chicago (centro mundial de la industria de la carne).
Los nombres de los fundadores que se pueden apreciar en el acta n.º 1 son: Benjamín Picazza, Carlos Rodríguez (arquero y primer presidente de la institución), Felipe Maglio (familiar de Juan Maglio), José Varela, Cristóbal Cambiazo, Sergio Varela (primer ídolo del club y máximo goleador en Primera División; hijo de José Varela), Antonio Carini y Gastón Lespy.
| Nueva Chicago |
| |
| Denominaciones: Foot-ball Club Los Unidos de Nueva Chicago: Nombre primitivo tras su nacimiento en 1911 hasta 1915. Durante 1916, al ser desafiliado de la Asociación Argentina de Football y eliminarse sus registros en dicha entidad, no volvió a utilizar el nombre anterior en ninguna competencia. Foot-ball Club Nueva Chicago: Tras volver a ser afiliado por la AAF en 1917 se le impide a la institución seguir participando bajo la denominación primitiva. Club Atlético Nueva Chicago: Denominación definitiva a partir del 19 de febrero de 1930. |
| |

### Primeros hechos relevantes

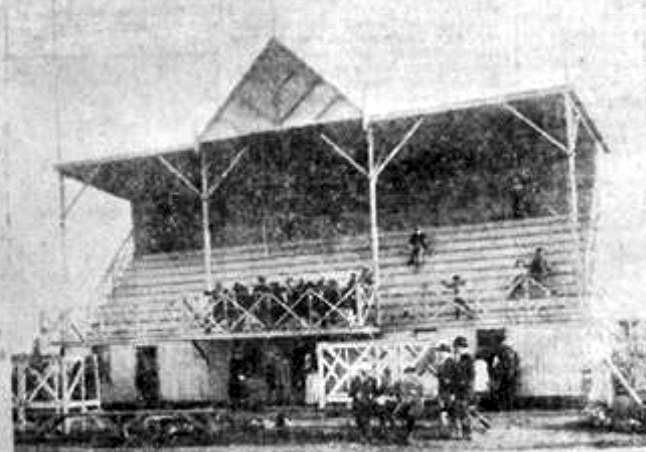
Tribuna oficial del campo de juego Piedrabuena y Campana en 1925.

En 1913 se instala en Piedrabuena y Campana donde permaneció allí por más de dos décadas. En 1915 el club padeció un cese de actividades producto de la desafiliación futbolística, lo cual desencadenó en una crisis que duró poco más de un año. En 1917 sufrió la primera modificación en su denominación, ya que se vio obligado a modificar su nombre pasando a ser Foot ball Club Nueva Chicago. La denominación definitiva y actual llegó recién en 1930.
En los años 20 Nueva Chicago vivió parte de su mejor época, incluso en el momento de la segunda desafiliación llegó a la cifra de 700 socios con un capital social superior a los 10000 pesos argentinos.
En 1937 el Gobierno Municipal bajo la intendencia de Mariano de Vedia y Mitre le solicitó al club los terrenos del campo de juego Piedrabuena y Campana para la construcción de un hospital donde supo funcionar el Centro de Salud de Mataderos. En 1938 se iniciaron las obras de lo que, con el tiempo, se transformaría en un edificio semiabandonado conocido popularmente como Elefante Blanco.

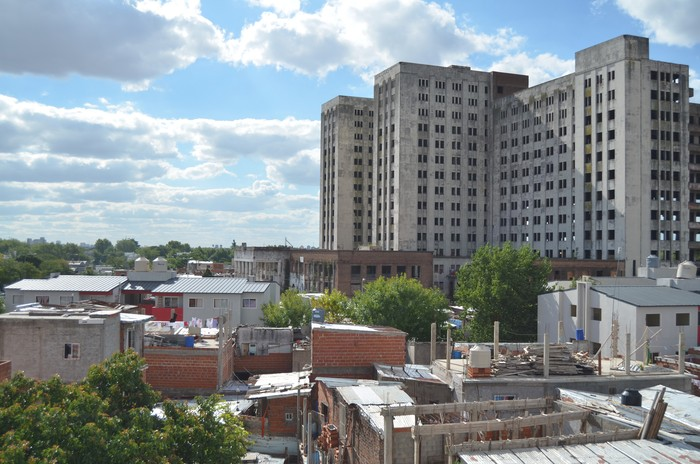
El Elefante Blanco fue demolido en 2018

A su vez, el Dr. Amadeo Cozza logró bajo su presidencia obtener la personería jurídica según consta en el decreto presidencial n°125064, luego de varios trámites.

### Primera presidencia de Guillermo López

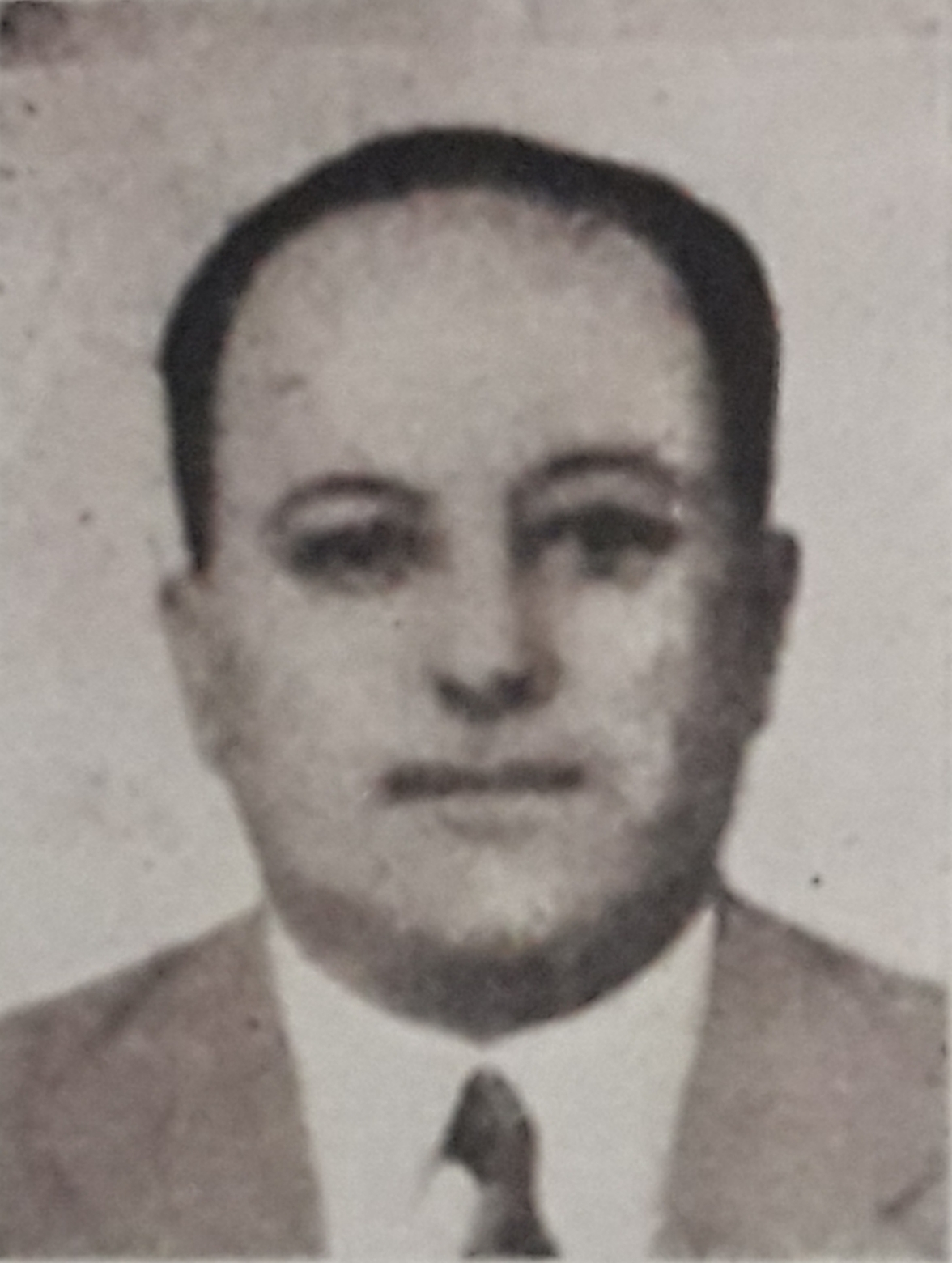
Don Guillermo López, dirigente clave en la historia de Nueva Chicago.

En 1939 llegó Don Guillermo López a la presidencia y planteó dos objetivos primordiales para el club: cancha propia y ascenso de categoría.
En 1940 se renovó el desafío por sacar adelante a la institución. La ordenanza de la Ciudad de Buenos Aires n.°11813 le había entregado al club los terrenos ubicados en Francisco Bilbao al 6900 (hoy Justo Suárez). Si bien esta noticia se recibió con gran alegría, los terrenos entregados habían sido utilizados durante años como basurero municipal con quema a cielo abierto. Los terrenos eran entonces un literal pantano que necesitó una enorme inversión económica para ser rellenado y nivelado. Esto fue posible gracias a la gran labor de la comisión directiva, los socios y vecinos del barrio para que resultase lo menos oneroso posible para las finanzas. Aún hoy cualquier persona puede pararse en la esquina de Justo Suárez y Carhué, mirar en sentido hacia Lisandro De La Torre para observar la pronunciada pendiente original de los terrenos. Las escaleras y rampas hacia arriba que poseen los accesos al estadio no son más que la consecuencia de haber tenido que rellenar metros de tierra.
El 27 de octubre de 1940 fue el primer partido oficial en el actual estadio pero bajo habilitación provisoria. El ascenso de categoría produjo un aumento en la masa societaria del club y recién el 7 de mayo de 1941 llegó la habilitación definitiva por medio del Boletín Oficial n°643 de AFA, tras la finalización de obras inconclusas. Ese mismo año, Guillermo López fue reelegido por unanimidad. López ejercía el cargo de delegado ante AFA.
En 1942 de construyó la primera tribuna de cemento y varias boleterías de material sobre el cerco perimetral.

### Período 1943-1957
En 1943 por primera vez en la historia la Comisión Directiva renuncia en pleno mandato.
Se arma una nueva Comisión de Emergencia y se lo nombra al Reverendo Padre David Bonaventura como presidente.
El 10 de septiembre de 1944 se inauguró el velódromo para permitir el desarrollo de actividades ciclísticas en el club. La pista, que fue construida de acuerdo con los planos del arquitecto Carlos Dartiguelingue, adaptada por Juan Ventura y dirigida por Ramírez Wilson, alcanzaba un perímetro de 370 metros. En la inauguración se disputaron los "100 minutos a la americana por equipos - Premio Jabón Federal" y el juez de largada fue el actor Ángel Magaña. En 1946 se realizaron competencias de ciclismo (varias de ellas internacionales).
Nueva Chicago volvió a mostrar un crecimiento institucional en los años 50. En 1955 se colocaron 500 plateas nuevas y al año siguiente se inauguró la iluminación artificial, esta obra fue dirigida por el intendente Tomás Calvo y estaba compuesta por cuatro torres de hierro y 60 bocas de luz para lámparas de 150 wats cada una.
En julio de 1957 se inauguró el buffet que durante muchos años fue lugar obligado de reunión del hincha "verdinegro".

### Presidencia de Juan Callero y Persi
En 1958 siguieron las obras de imperiosa necesidad para la época y poder modernizar un estadio competente. El encargado fue el martillero Juan Callero y Persi, presidente del club, secundado por Aurelio "Macho" Ruíz y el intendente Tomás Calvo. El 15 de diciembre de 1959, con motivo de inaugurar la platea de cemento, se disputó un partido nocturno contra Nacional de Montevideo que finalizó con un empate 2-2.
Edgardo D'Ascenzo, integrante de la gran delantera de la época, es transferido en 1960 a Independiente por el valor de dos millones cuatrocientos mil pesos ($2 400 000), siendo la venta más importante del año. Con ese ingreso se construyó la pileta olímpica de natación.

### Nueva Chicago y el automovilismo: los midgets

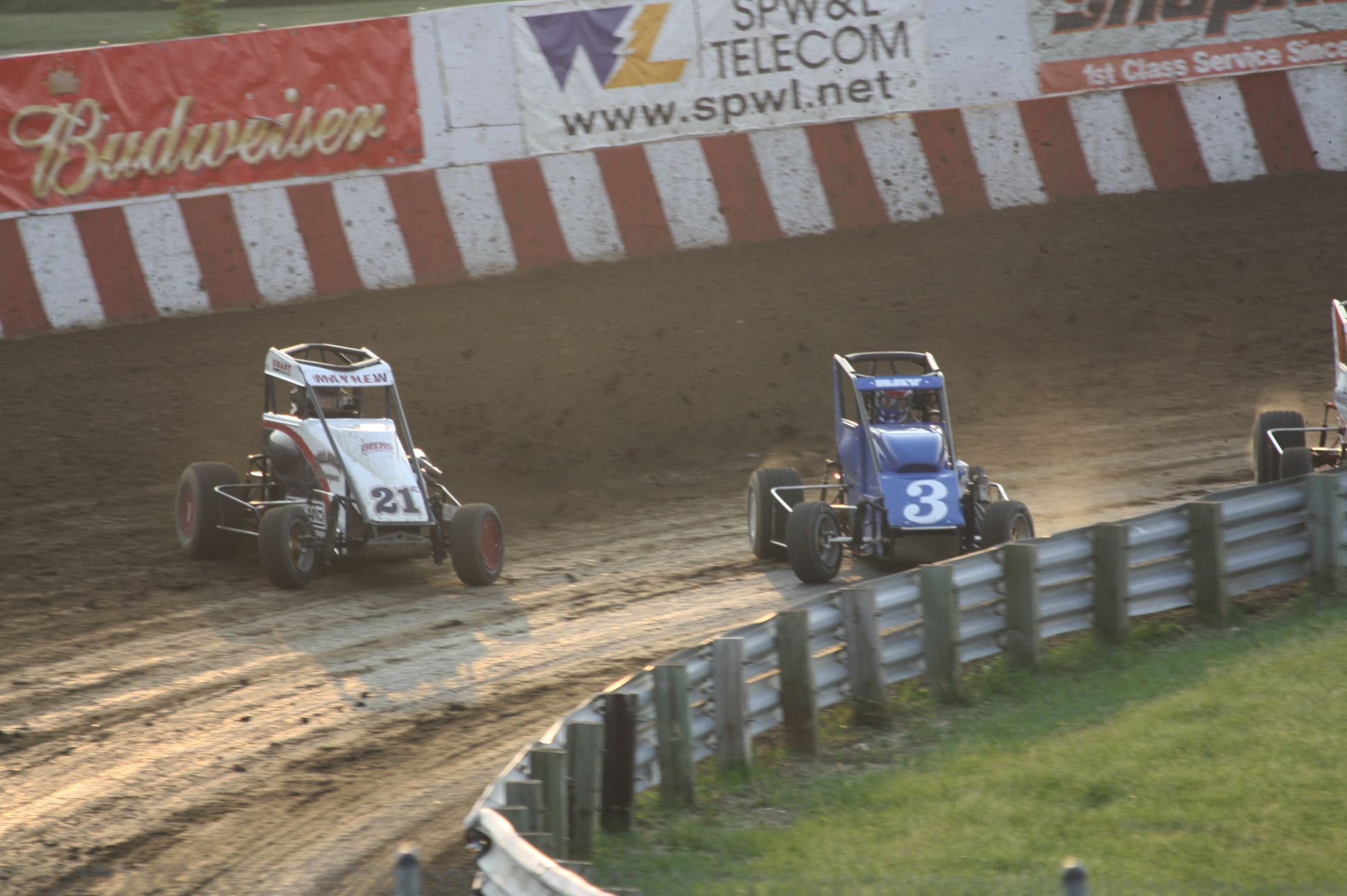
Carrera de midgets en el Angell Park Speedway de Wisconsin, Estados Unidos

Entre 1975 y 1993 se disputaron aproximadamente 20 campeonatos metropolitanos de midgets en el Estadio Nueva Chicago. Esta competencia es de origen estadounidense, cuyo nombre se debe a la característica de los autos de pequeño tamaño (entre 2,60 y 3 metros de largo), destacada por la ausencia de frenos y de caja de velocidades. Los motores usados generalmente eran Audi (los que equipararon a los Gacel, Gol, Escort, Fiat Duna y VW 1500) y la cilindrada para estos motores es de 1650 centímetros cúbicos.
En 1975 se disputó el primer campeonato de la Asociación Argentina Pilotos Midgets, en Nueva Chicago, estadio que albergó el evento durante más de 15 años. Nueva Chicago tuvo un representante en esta competencia, Walter Fazzaro, hincha reconocido del club que debutó con 19 años en la temporada 2000/01, siempre representado por los colores de la institución y portando un toro en el escudo de su unidad.
Otra personalidad destacada en esta sección es Marisa Panagópulo, quien fue la primera campeona de la Copa de Damas y la Copa Femenina, categorías pioneras del automovilismo femenino en pista, y adonde llegó tras sus inicios en las carreras de Mini Prototipos Karts que era el complemento de las fechas nocturnas del Midget en el estadio de Nueva Chicago.

## Historia futbolística
- Presione aquí para ver los equipos históricos de Nueva Chicago.

### Inicios
En 1911 un grupo de jóvenes se decidió a organizar partidos de fútbol, avalados por la iniciativa de Don Alejandro Morh, alto funcionario del Mercado de Liniers (luego nombrado presidente honorario del club), que sugirió conformar dos equipos. Los mayores de 18 años se inscribieron para el torneo de invierno de Segunda División (se inició el domingo 28 de mayo) que organizaba la Asociación Atlética Anglo-Argentine debiendo pagar un arancel de seis pesos. Esta organización, que aglutinaba a equipos en varias categorías, tenía su sede en Brasil 619 y otra dependencia en Alsina 168, Avellaneda. En la Segunda División de la Asociación Atlética Anglo-Argentine se cruzó con Huracán, siendo éste el rival con el antecedente más antiguo de la historia de Nueva Chicago, sin distinción de torneos. El primer partido entre Chicago y Huracán fue en Mataderos el 25 de junio de 1911, y luego visitó al Globo el 27 de agosto. Al año siguiente, Huracán se inscribió en Asociación Argentina de Football y Chicago hizo lo propio en 1913.
En 1912 el equipo cambió de liga y se inscribió en la Asociación Atlética La Mañana, meses más tarde optó por la Asociación Atlética El Clarín donde consigue ganar un trofeo por el tercer puesto. Un año más tarde se inscribió en una de las antecesoras de la AFA y comenzó a competir desde la Tercera División (cuarta categoría en orden jerárquico).

### Primeros ascensos
El 13 de abril de 1913 hizo su debut en la Asociación Argentina de Football, su rival fue Argentino de Lomas "B" quien se llevó el encuentro al ganar por 2-0. El equipo terminó en el 6° puesto de la Sección G. En el torneo de 1914 Chicago realizó una gran campaña y por esa razón, en abril de 1915, se programaron las categorías y el equipo finalmente ascendió a Segunda División.
En 1918 Nueva Chicago cerró la Sección C de Segunda División de forma invicta pero cayó derrotado en la final por el ascenso ante Del Plata. El cruce definitorio se disputó en la vieja cancha de River, el partido lo ganaba Chicago por 1-0 pero se suspendió producto de una invasión de campo al sancionarse un penal a favor del Torito. Los minutos finales se completaron en Estadio GEBA y a puertas cerradas, pero sin efectivizarse el penal cobrado previamente. Del Plata empató el encuentro cerca de cumplirse los 90 minutos y en tiempo suplementario convirtió tres goles más. En enero de 1919 se conoció la noticia del ascenso de Chicago a Intermedia en reconocimiento a la excelente campaña realizada.

### Primer ascenso a Primera División
El Campeonato de Intermedia 1919 sufrió incontables irregularidades, lo que se terminó definiendo fue que los primeros dos equipos de cada zona (norte, sur y oeste) ascendieran a Primera División. La razón fue nutrir la máxima categoría que quedó anémica producto de la desafiliación y creación de otra Asociación. En este año se destacan las primeras ediciones del Superclásico del Ascenso. En el encuentro de ida, jugado en Floresta, la victoria fue para All Boys. La revancha en Mataderos fue goleada de Nueva Chicago por 6-0.
El plantel estaba conformado por Alberto Consoni, Vicente Pagliarini, Juan Locatti, Andrés Bisso, Romeo Corvetto, Antonio Maffei (capitán) Juan Villagra, Sergio Varela, A. Santambragio, Domingo Viciconte, Antonio Carlos Giussini, M. Salles, P.Giussani, D. Toledo y M. Fernández. Nueva Chicago ascendió a Primera División el 30 de noviembre de 1919 al vencer por 4-0 a Argentinos Juniors, en condición de visitante. De esta forma, llegó a la élite de fútbol con tan solo ocho años de vida.

### Debut en Primera División

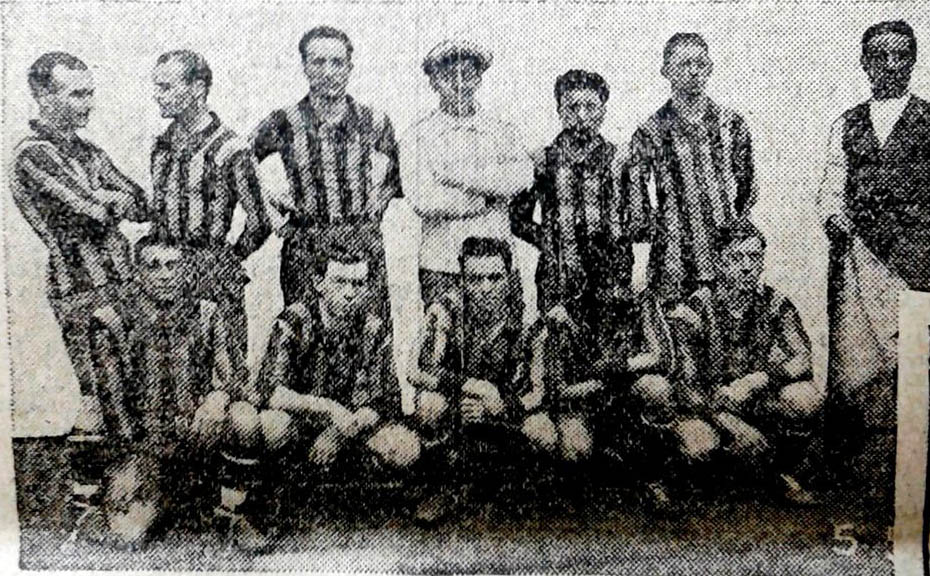
Formación del equipo que se enfrentó a Boca Juniors en 1922.

Nueva Chicago hizo su debut en Primera División en 1920 con una campaña discreta. En los primeros encuentros tuvo dificultades para afrontar compromisos por la precariedad de su infraestructura, obligado a ser local en diferentes campos de juego, incluso en los que existían dentro del barrio. El 20 de junio reinauguró su cancha en Piedrabuena y Campana con un triunfo por 2-0 ante Huracán.
En 1921 se produjeron los primeros grandes resultados en la máxima categoría que reflejan un meritorio cuarto puesto. Se destaca la primera visita a Mataderos de uno de los denominados cinco grandes del fútbol argentino, fue un empate sin goles ante Boca Juniors, esto ocurrió el 25 de abril. En el partido de vuelta, Chicago venció al Xeneize por 2-1 en su Estadio de Brandsen y Del Crucero, con goles de Antonio López y Sergio Varela. Este partido debió suspenderse porque el árbitro fue agredido desde las tribunas. En esa misma etapa fue subcampeón de la Copa de Competencia Jockey Club 1921 al perder en la final 2-1 ante Sportivo Barracas.
En 1922 se destaca, en una gran campaña, el empate contra Boca Juniors en la vieja cancha del xeneize con goles de Fermín Rivero y Juan Villagra.

### Subcampeón 1925
Apenas comenzado el Campeonato de Primera División de 1925, Boca Juniors se fue de gira por Europa, lo que dictaminó que los protagonistas del torneo de la Asociación Argentina fueran Chicago y Huracán.
El desempate se jugó recién el 26 de agosto de 1926, en Sportivo Barracas. Tras el 1-1 en los 90 minutos, el árbitro informó que no se jugaría suplementario por el clima violento que había en las tribunas. Los jugadores se fueron a los vestuarios. Más tarde, dirigentes de Huracán y de la Asociación convencieron a Luis Celleri para que se jugara el adicional. Los del Globito salieron al campo pero los de Mataderos no, porque ya se habían cambiado. Tras los 15 minutos de espera, se dio por finalizado. Dos días más tarde, Huracán fue declarado ganador y campeón. Chicago se desafilió y se fue a la otra asociación.
Sobre las todas las finales del fútbol argentino, desde 1893 a la actualidad, el Centro para la Investigación de la Historia del Fútbol afirma que: "Sin duda el desempate más accidentado y polémico ha sido el de 1925".
Previamente al subcampeonato, Nueva Chicago protagonizó un buen torneo en la Copa de Competencia Jockey Club 1925 quedando eliminado en cuartos de final por Boca Juniors que regresaba de su gira por Europa.

### Desafiliación y nuevo ascenso a Primera

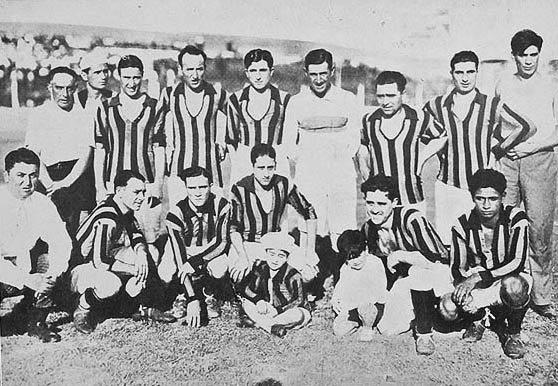
Formación del equipo campeón de Primera “B" 1930.

La desafiliación llegó después de haber disputado más de 12 partidos y transitando una posición expectante en la tabla del Campeonato de Primera División 1926 (2° detrás de Boca). Tras el cambio de asociación conformó el Grupo A en la Copa de Competencia Asociación Amateurs, donde se destaca el triunfo ante River Plate por 1-0.
Luego de una injusta designación que lo derivó a militar en el ascenso, sin haber hecho malas campañas deportivas que justificaran dicha medida, y tras cuatro temporadas duras en Primera B, Nueva Chicago fue protagonista durante todo el año y alcanzó el primer puesto de la tabla junto con All Boys y Temperley en el Campeonato de Primera División "Sección B" 1930. La Asociación dispuso realizar un triangular con partidos de ida y vuelta en canchas neutrales, y definir así al campeón que ascendiera a Primera División.
El encuentro definitivo se disputó en la vieja cancha de River Plate (en Alvear y Tagle), el 28 de diciembre de 1930 ante un marco aproximado de 20.000 personas contra el rival de toda la vida: All Boys, a quien terminó venciendo por 3-1.

### Campeón de Primera División

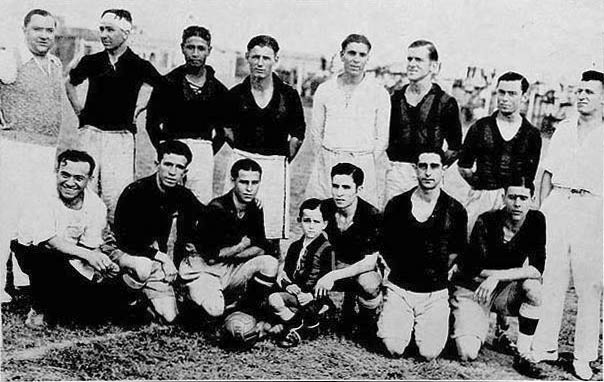
Equipo Campeón de la Copa de Competencia Jockey Club 1933.
De Pie: Alfredo Vivanco, José Mercado, Emeterio Palazzio, Adolfo Scali, Juan Diani, Argentino Fernández.
Hincados: Tomás Berlanga, José Noguera, Florentino Vargas, José Galeano, Isidro Sanabria.

Para 1933 la Asociación Argentina organizó dos torneos de Primera División, uno de liga y otro de copa. Este último fue jugado por los 20 equipos de Primera exclusivamente, con un formato de fase de grupos, semifinal y final. 
Los 20 equipos fueron divididos en 3 zonas, de las cuales los ganadores de éstas disputaban una semifinal (el mejor ubicado de los tres ganadores de grupo quedaba libre y accedía a la final directo). El último partido de la historia de la Copa de Competencia Jockey Club tuvo como animadores a Banfield y Nueva Chicago. Ambos equipos se enfrentaron en la vieja cancha de Almagro en Parque Chas en la tarde del 24 de diciembre de 1933 y el verdinegro con gol de Florentino Vargas a los 39 minutos del primer tiempo tras asistencia de José Noguera supo adjudicarse su primer y único título de copa nacional.

### Período 1935-1980
Tras el nacimiento de la AFA en noviembre de 1934 comenzó a competir desde la Segunda División en 1935. En 1937 descendió por primera vez en su historia por mérito deportivo y regresó a la máxima categoría de ascenso en 1940, tras coronarse como campeón de Tercera División.

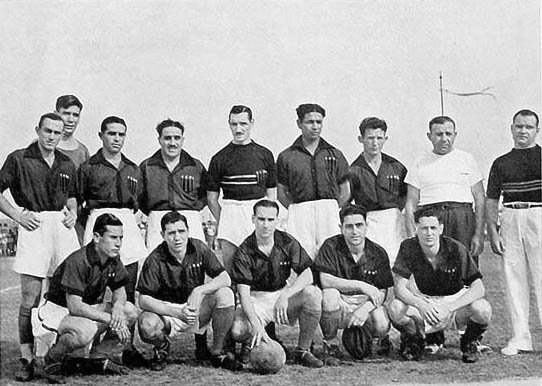
Nueva Chicago campeón de Tercera División 1940. Parados: Adolfo Fernández, Yaquino (masajista), Enrique Carbonell, Manuel Hermida, Edelmiro Carames, José Mercado, Severino Malfatti, Carmelo Buzurro (DT) y Echeverry (PF).
Abajo: Miguel Vera, Feliciano Cuesta, Ángel Lomiento, José Galeano y Eduardo Garmendia.

En Segunda División, luego remombrada Primera B, permaneció durante cuarenta años consecutivos perdiendo casi una docena de posibilidades de ascender y en otros casos siendo protagonista en las primeras ruedas sin sostener el nivel hasta el final: 2° en 1958; 3° en 1961; Torneo por el segundo ascenso 1964; finalista del Torneo Reducido 1967; Reclasificatorio 1968; Zona Campeonato 1969; 3° en 1972; Grupo final 1974; 3° en 1980.

#### Subcampeón de Primera B 1958

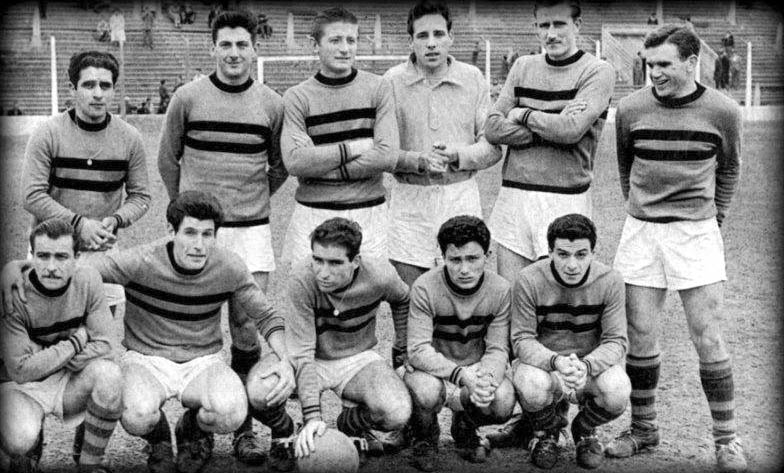
Arriba: López, Fuentes, Pleitavinos, Onetto, A.García y Turcatto. Abajo: Cambón, Calandria, Daquarti, D'Ascenzo y Casanova.

El Campeonato de Primera B 1958 marcó un hito en la historia del club. Si bien el subcampeonato no permitió el ascenso, pasó a la historia del fútbol de ascenso por presentar una delantera que cumplió con todos los requisitos del excelso paladar del hincha. Tuvo todos los elementos de un quiebre en las últimas dos décadas, seguido de la garra defensiva y, por sobre todas las cosas, del fútbol champagne.
El torneo se inició bajo la dirección técnica de Pedro Omar junto con unos caballeros del fútbol como Héctor Cambón, Alberto Daquarti, Norberto Calandria, Jorge Edgardo D'Ascenzo y Oscar Casanova, a quienes pronto se sumaría la llegada de El Maestro Julio San Lorenzo, procedente de un equipo de Baradero (después de sus inicios en River Plate), quien con el correr de los partidos fue figura descollante. La delantera anotó 71 de los 85 goles convertidos en el campeonato.
 "Alberto Daquarti, Norberto Calandria, Julio San Lorenzo, Jorge Edgardo D'Ascenzo y Oscar Casanova. Apellidos que se recitan casi de memoria porque integraron la mejor delantera de la historia del club de Mataderos y una de las más renombradas del fútbol de Ascenso".  Diario Clarín.
Entre los grandes resultados se destacan las dos victorias en el clásico con All Boys: 2-1 en Mataderos con goles de Calandria y D'Ascenzo y en Floresta por 2-1 con tantos de Cambón y Calandria. Además, entre las goleadas más resonantes el equipo venció a Banfield (9-4), a Platense (3-0), a Colón (3-0) y Ferro Carril Oeste (4-1). El campeón fue justamente Ferro, a quien visitó en el partido de ida, el 16 de julio, donde Chicago cayó derrotado por 2-0 con la presencia de 25 000 espectadores.
Una de las historias más recordadas de esta campaña la protagonizó Julio San Lorenzo en el partido que Nueva Chicago debía recibir a Excursionistas en cancha de Almagro. "Hago tres goles y me voy" fue la explicación que dio el centrodelantero aquel primero de noviembre. Julio San Lorenzo narró por última vez esta anécdota en el programa Entrevistas de la provincia de Santiago del Estero (lugar en donde vivió hasta su fallecimiento). La razón de ese juramento era que, ese mismo día, Julio tenía fecha de boda en la iglesia. "Yo estaba con los padrinos en mi casa y viene el presidente del club a buscarme: "tenés que jugar el sábado". La hora pactada para el partido eran las 18, pero se postergó media hora, mientras que debía estar en la iglesia a las 20. "Si jugaba los 90 minutos no llegaba, entonces le dije a mis compañeros y el técnico que hago tres goles y me voy", advirtió San Lorenzo. Vale recordar que en aquella época no se permitían cambios, reglamentación que fue opción habilitada definitivamente en Argentina recién en 1968.

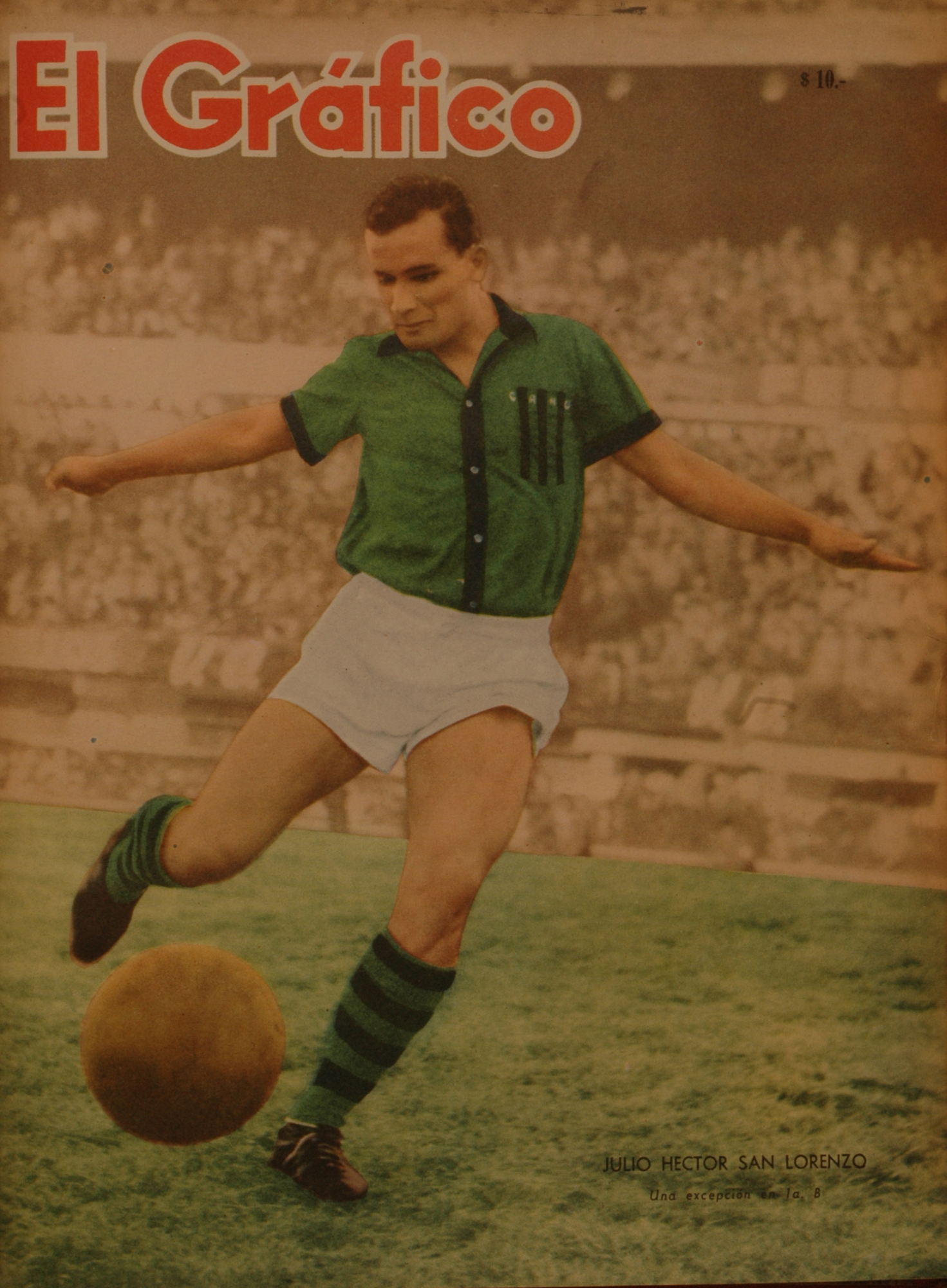
Julio San Lorenzo en la tapa de El Gráfico. Para muchos hinchas de la época y socios vitalicios fue el mejor jugador de la historia de Nueva Chicago.

Finalmente El Maestro convirtió los tres goles en la goleada 5-1 contra Excursionistas en la fecha 29 del torneo (los otros tantos fueron de Calandria y D'Ascenzo con el equipo en inferioridad numérica) y emprendió viaje hasta la iglesia para poder casarse, aunque la novia tuvo que esperar más de lo debido junto con su padrino dando vueltas arriba del auto.

#### Chicago de selección

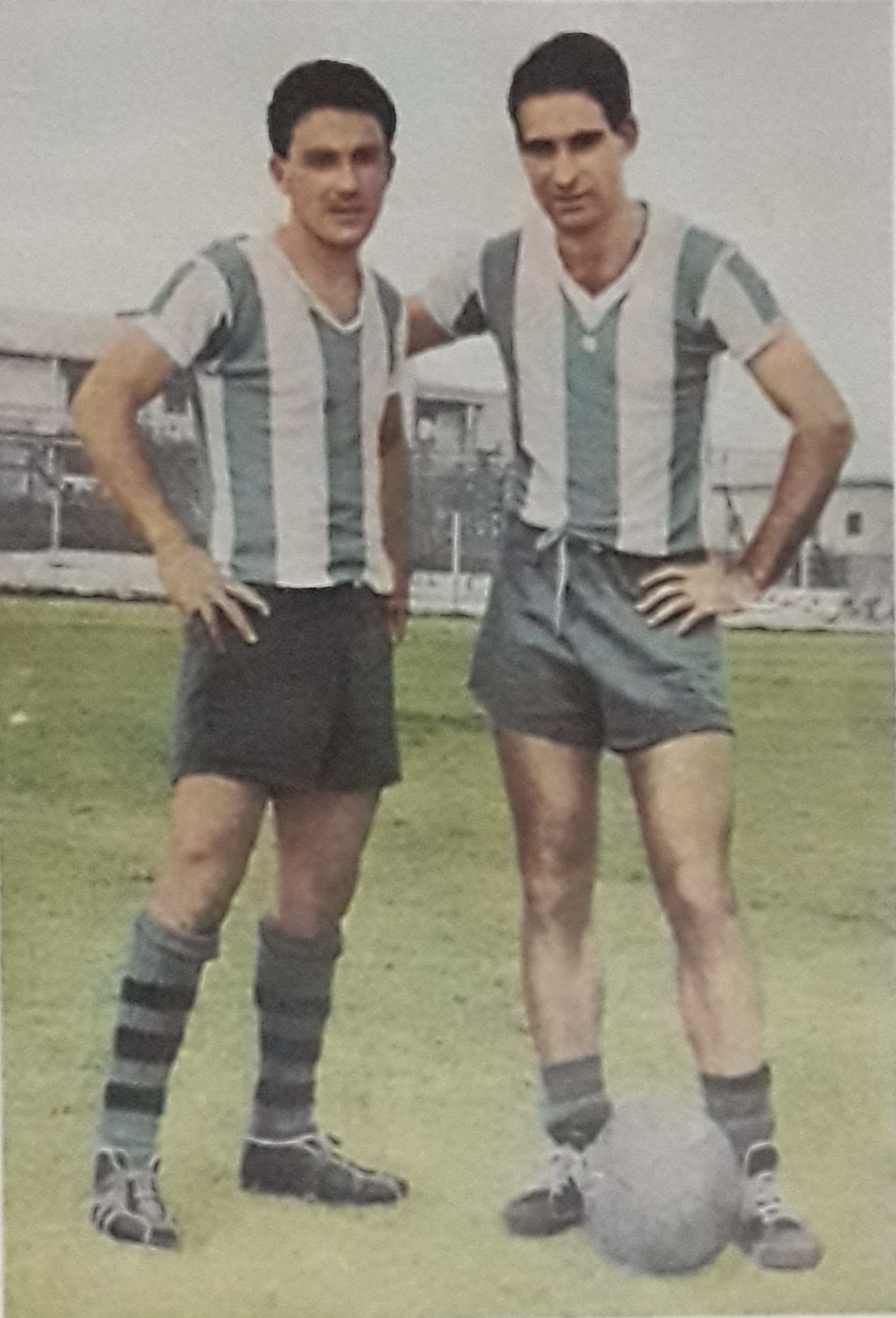
Alberto Daquarti y Edgardo D'Ascenzo con los colores de la selección nacional.

En 1962 gran parte del plantel que deslumbró el año anterior fue convocado para representar al país en el Sudamericano de Primera B realizado en Lima.
La delegación estaba compuesta por Obdulio Onetto, José Leonidas Juárez, Juan Vázquez, José Osvaldo Zárate, Roberto Silvano Pleitavinos, Héctor Alberto Fernández, Arturo López, José Molinari, Alberto Daquarti, Norberto Calandria, Julio San Lorenzo, Juan Salomón, Alberto González (todos de Chicago); Hebert Edgardo Pérez de Sarmiento (Junín); Juan Vigo de El Porvenir; Adalberto Marchesi de Newell's y Juan Aguilar de Excursionistas.
La campaña se cerró con dos victorias ante Paraguay (3-2), Perú (3-1) y dos empates ante Brasil (0-0) y Chile (2-2).

### Tercer ascenso a Primera
Nueva Chicago se consagró campeón de Primera B 1981 y obtuvo un nuevo ascenso a Primera División después de 47 años. El 12 de diciembre se desarrolló el último partido del campeonato, con Deportivo Español, y aquel día los jugadores dieron la vuelta olímpica acompañados por la hinchada. El plantel fue armado por Roberto Ferreiro y se incorporaron jugadores determinantes como Claudio Larramendi, Hugo Abdala y Alberto Romero. El goleador de Chicago y del campeonato fue Mario Franceschini con 27 tantos.

Argentino de Quilmes tomó una sabia decisión desde lo económico, salió de la Barranca, optó por un cambio de cancha y llevó el partido a La Boca. Los números le dieron la razón, una multitud copó las dos bandejas y entre el cotillón, un cajón con los colores de All Boys. Se empezaba a vivir una historia de primera en una cancha emblemática y había canciones para los vecinos: "Ay ay Vélez, la que te espera, cuando Chicago juegue en Primera". Había terminado la amistad.

### Era Nacional (1986-actualidad)
Tras una reestructuración nacional en 1986, comenzó en la nueva Primera B Metropolitana y cinco años después ascendió a la flamante Primera B Nacional tras ganar el Zonal Noroeste 1991.
En el inicio del siglo XXI, Nueva Chicago concretó en 2001 y 2006, dos regresos más a la máxima categoría. Por contra partida, descendió en 2004 y 2007. En 2008 volvió a Primera B Metropolitana y en 2012 ascendió al Nacional tras vencer a Chacarita Juniors en una promoción muy recordada por el público futbolero.
Luego de perder la categoría en 2013, al año siguiente en la temporada 2013/14, Nueva Chicago se consagró campeón por segunda vez del campeonato de tercera categoría jugando un fútbol que llamaba mucho la atención por el buen juego individual y colectivo para esa categoría y ascendió a la Primera B Nacional. Ese plantel fue apodado como "El Barcelona de la B". También en 2014 ascendió consecutivamente a la Primera División por haber quedado dentro de los 5 primeros en la tabla de posiciones de la Primera B Nacional 2014. Disputó el Campeonato de Primera División 2015 quedando en la posición 26° y descendiendo nuevamente a la Primera B Nacional por la ubicación en la tabla de promedios (29°).

## Dirigentes

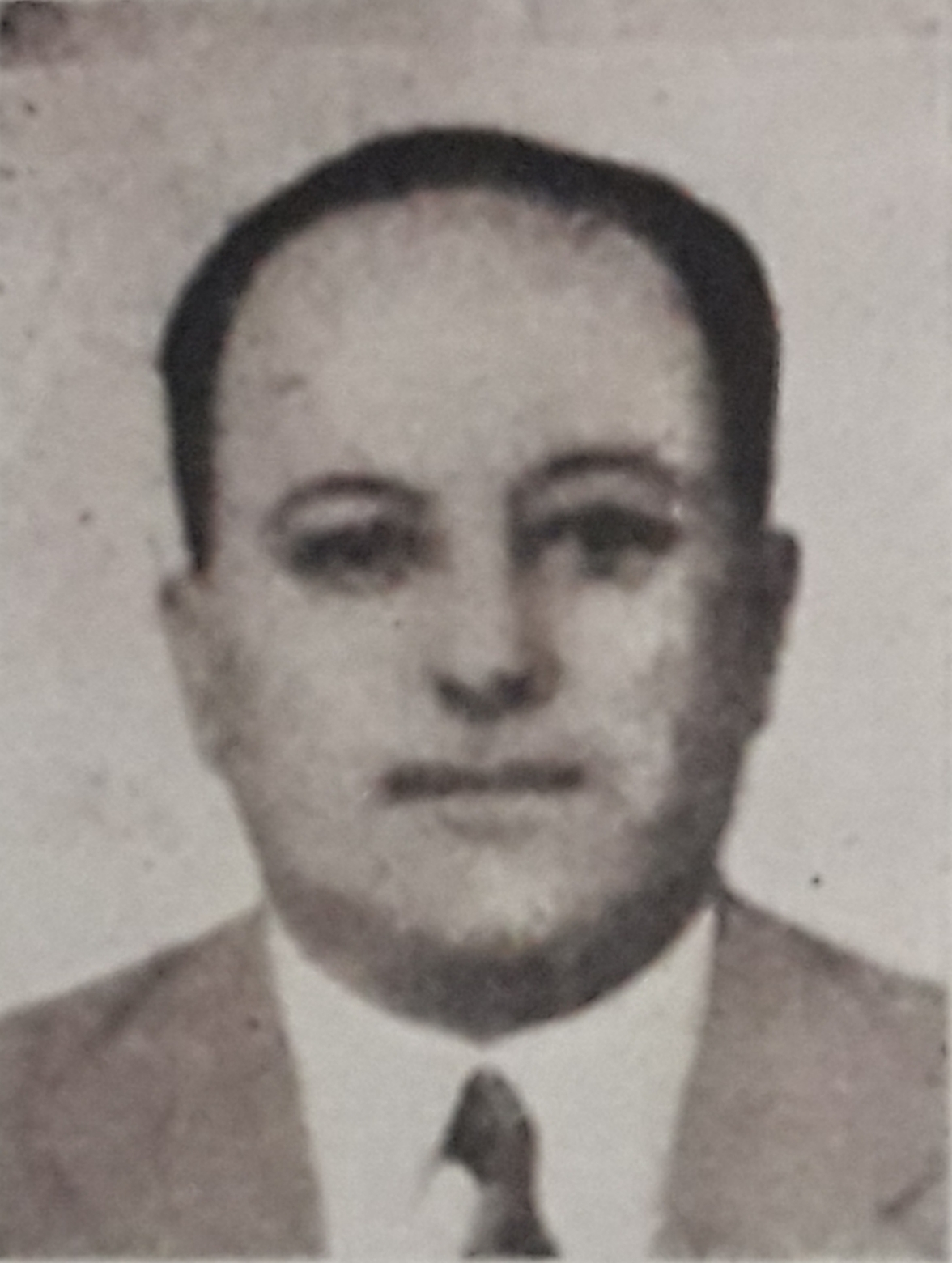
Don Guillermo López, dirigente clave en la historia de Nueva Chicago.

### Comisión Directiva
A continuación, se detalla cómo está compuesta la Comisión Directiva actual del Club Atlético Nueva Chicago:
- Presidente: Juan Ángel "Tito" Guerra.

- Vicepresidente: Pablo Olmos.

- Vicepresidente 2.º: Diego Vera

- Vocales Titulares:

- Vocales Suplentes:

- Comisión Fiscalizadora Titular:

- Comisión Fiscalizadora Suplente:

- Representantes de Socios Titulares:

- Representantes de Socios Suplentes:

## Simbología

### Camiseta
| Juan Villagra, 1925                               | Juan Locatti, 1930  | Alberto González, 1962  |
| Juan Villagra (1925)                              | Juan Locatti (1930) | Alberto González (1962) |
| Diseños diferentes en camisetas de Nueva Chicago. |                     |                         |

La primera instantánea que se registra de una camiseta utilizada por Nueva Chicago data de 1912. No hay una cantidad definida de bastones para la camiseta ni un predominio de un color sobre el otro. Los primeros modelos sufren irregularidades de todo tipo, ya que cada jugador estaba vestido de una forma diferente al otro. Había entre siete y ocho bastones y con alternancias en sus colores, producto de la precariedad de la época para utilizar indumentarias. Esta particularidad se puede apreciar en la imagen del equipo campeón de 1930.

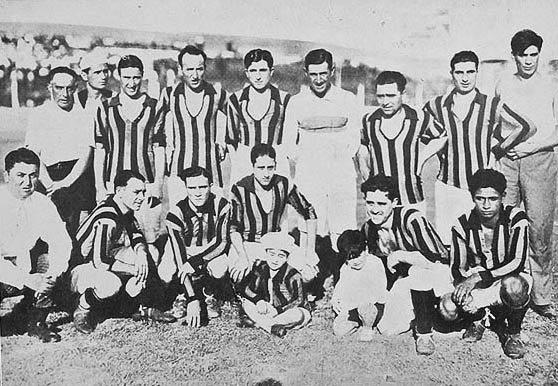
Equipo de Nueva Chicago campeón de Primera B 1930. Como se mencionó anteriormente, no hay uniformidad de diseño en los 11 jugadores.

Lo que queda claro es que, desde los inicios, el equipo adoptó los bastones angostos en lugar de los anchos. A lo largo del tiempo fueron apareciendo otras variantes, como por ejemplo, en 1940 la camiseta fue totalmente verde con bolsillo y vivos negros. Casi por hábito, en la mayoría de las temporadas, los bastones de la camiseta titular fueron siete con cuatro franjas negras y tres verdes como se refleja en los escudos del siglo pasado. Es válido remarcar que en el Estatuto del club no se contempla un modelo oficial específico para el primer equipo.

#### Composición
- Uniforme titular: Camiseta negra con bastones verdes, pantalón negro y medias negras.

- Uniforme alternativo: Camiseta blanca con detalles verdes y negros,pantalón blanco y medias blancas.

Evolución del uniforme
| 1911 | (Ver evolución) | 2024 |

### Escudo

Escudo oficial de Nueva Chicago

Otra complejidad que sufre el club es la falta de un escudo oficial preestablecido en su Estatuto. En los años cuarenta el primer escudo que se utilizó de manera formal en los libros de actas consistía en una silueta cuadrada con las siglas "CANC". En 1981 surge el escudo que se tomó como base hasta la actualidad, aquí las franjas pasan a ser cinco (generalmente, dos verdes y tres negros).
Desde 2021 el club coloca oficialmente por encima de su escudo una estrella, la cual representa la obtención del único título de Primera División obtenido a lo largo de sus 114 años. Posteriormente, la marca deportiva Mitre estampó la estrella en la indumentaria oficial del club en todos sus diseños.

### El Toro

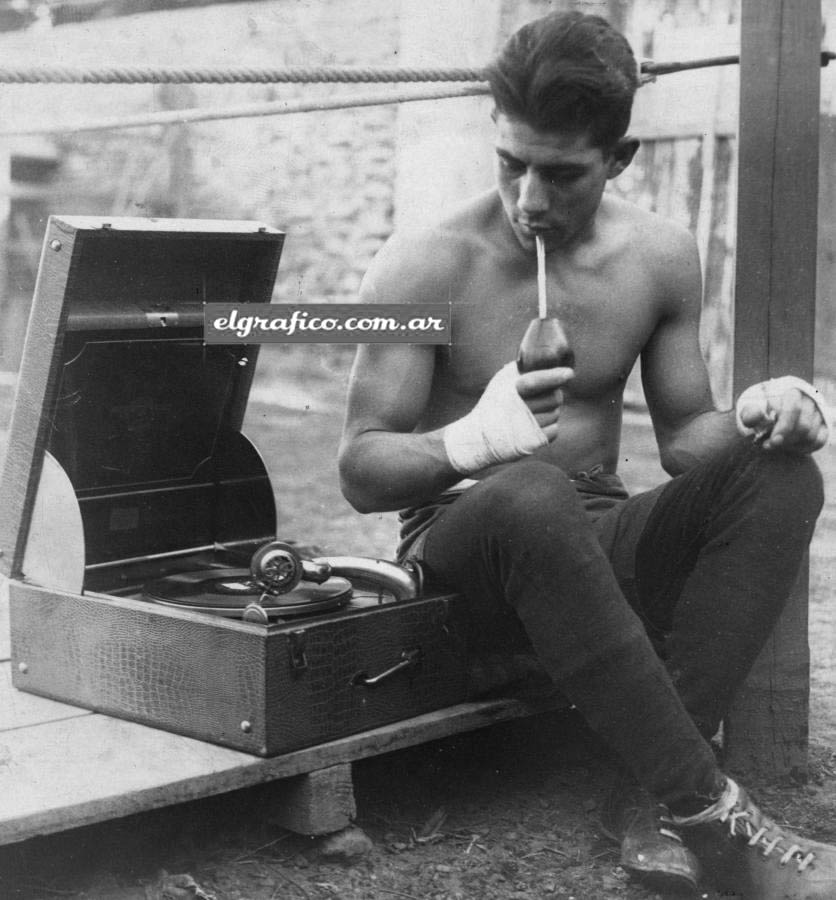
Justo Suárez: el Torito de Mataderos.

Nueva Chicago heredó el apodo Torito de Mataderos de parte de Justo Suárez, primer ídolo popular del deporte argentino por su destacada trayectoria en el boxeo. Justo Suárez fue inmortalizado en la cultura popular, desde canciones hasta películas. Uno de los admiradores más grandes que tuvo fue Julio Cortázar, quien le dedicó el protagonismo en la obra Final del Juego (1956). La calle principal del Estadio Nueva Chicago se llama Justo Antonio Suárez en homenaje al Torito.

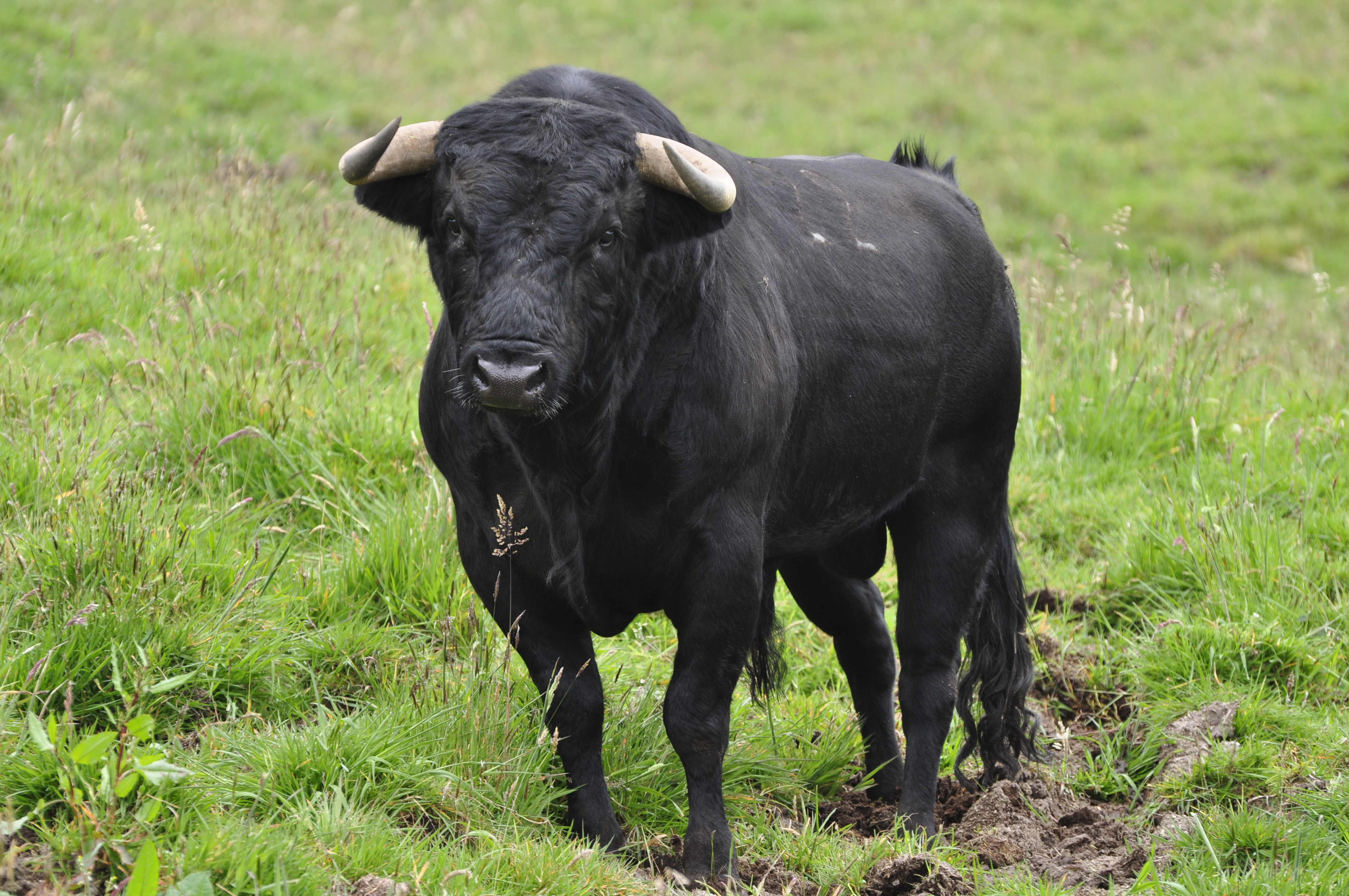
Toro de Lidia en Colombia.

El toro es un sello distintivo en la identidad del club, cuyo vínculo con el público está presente en muchos ámbitos. Es habitual encontrar toros pintados en banderas y en las paredes de los barrios donde se sitúan los simpatizantes del club. Un hecho folclórico muy recordado es la anécdota en dónde la hinchada de Chicago tuvo como amuleto en 1978 una vaca embalsamada a la cual se le colocaron cuernos para que parezca un toro. Luego de un partido frente a Ferro, fueron detenidos 23 hinchas por provocar disturbios con el animal exhibido.
Sobre el uso del toro de manera oficial por parte del club, se lo puede encontrar en dos escudos de la institución estrenados en 1986 y 1994. En la temporada 2001 los jugadores portaron el dibujo de un toro en el pantalón. Desde el año 2015, el departamento de marketing del club incorporó el diseño de un toro para la venta de indumentaria oficial. Actualmente, el estadio cuenta con una manga inflable con la figura de un toro gigante para la salida de los futbolistas al campo de juego en los partidos oficiales.

### Himno oficial
En el mes de julio de 1955, el señor Isabelino Espinosa resolvió componer la marcha oficial de la institución que hasta entonces el club no tenía. Una vez hechos los versos, solicitó la colaboración del maestro Eduardo Pauloni, que con su conocida capacidad le colocó la música con la voz de Héctor Luján.
| Marcha de Nueva Chicago |
| |
| Nueva Chicago, con orgullo te nombramos tus blasones no tienen ya rival, un crisol de voluntades invencibles deportivas y socialmente sin igual. Cubriremos tu bandera de laureles y aclamada por tus glorias de campeón paseará ya triunfadora, esplendorosa y a su paso conquistando la afición. Grandiosa Institución tu nombre es rectitud, gloria de Mataderos fulgor de juventud. Gallarda tu divisa colores de campeón tu escudo simboliza Progreso y unión. Nueva Chicago, sociedad de honrosa historia vencedora tu enseña flameará y en los campos deportivos victoriosa por tu fama inigualable luchará. Y por siempre tú serás el imbatible, tus hazañas parangón nunca tendrán para orgullo de esta patria soberana que engalana con tus triunfos de titán. Grandiosa Institución tu nombre es rectitud, gloria de Mataderos fulgor de juventud. Gallarda tu divisa colores de campeón tu escudo simboliza Progreso y unión. ¡Nueva Chicago! Letra: Isabelino Espinosa. Música: Eduardo Pauloni. |
| |

## Infraestructura

### Estadio
|  | Para un completo desarrollo véase Estadio Nueva Chicago y también Campo de juego Piedrabuena y Campana. |

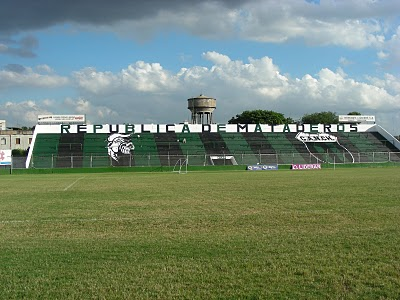
Tribuna "República de Mataderos", habitual ubicación del grueso del público local.

Estrenado en 1940, se sitúa en la calle Justo Suárez 6900, en el barrio de Mataderos de la ciudad de Buenos Aires, Argentina. Se encuentra tan solo a algunas cuadras de la famosa Feria de Mataderos y el Mercado de Hacienda. Limita con el Barrio Manuel Dorrego (también denominado «Los Perales») y la calle Carhué. Posee accesos importantes a menos de cuatro cuadras como la Avenida General Paz, la Avenida de los Corrales y la Avenida Eva Perón (ex Avenida del Trabajo).

#### Capacidad
La habilitación cubre 20 000 personas, aunque la capacidad total es de 29 420.

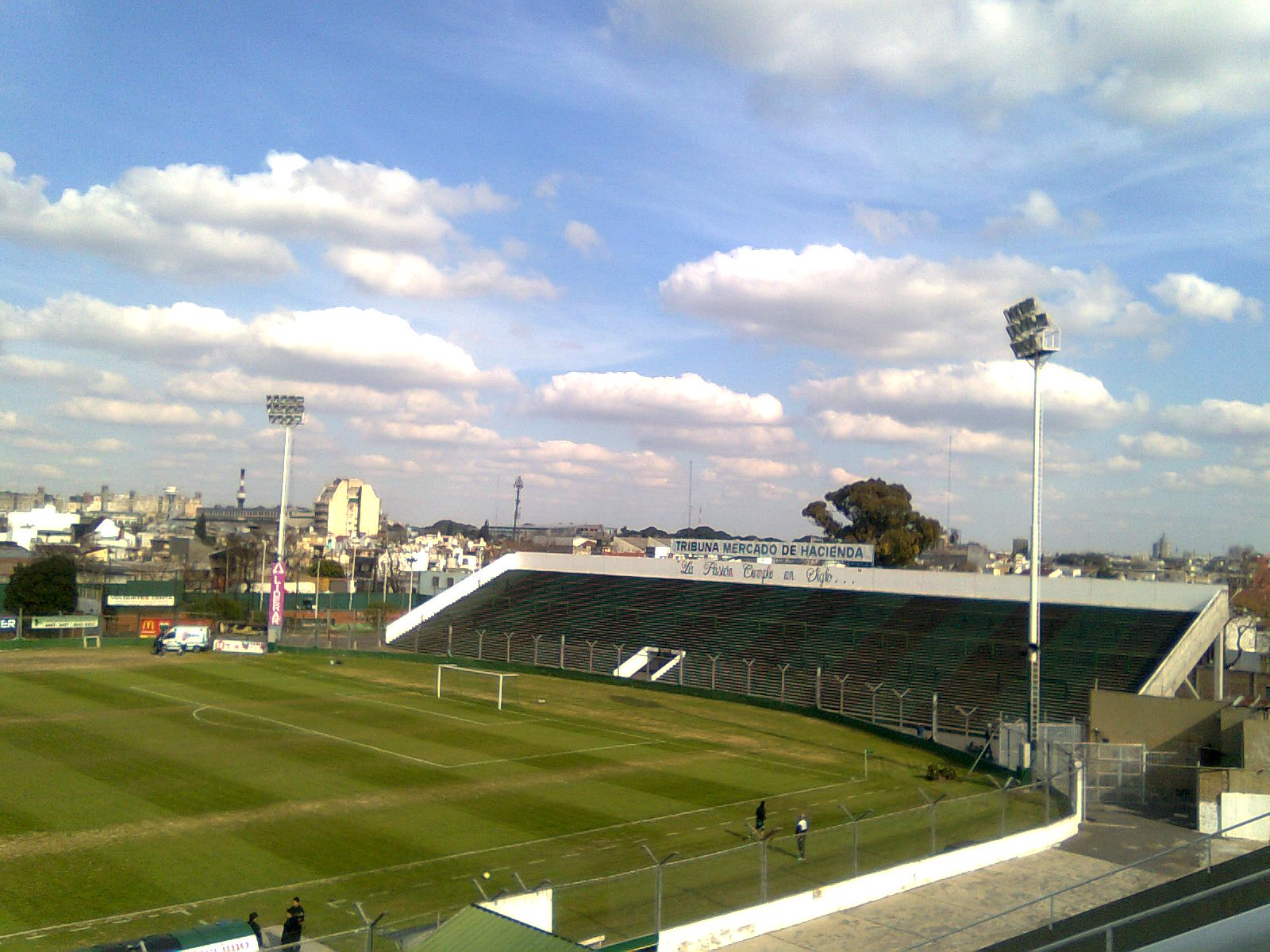
Tribuna "Mercado de Hacienda" (cabecera visitante).

- Platea local: 1 600 espectadores sentados.

- Lateral "República de Mataderos": Posee 41 escalones por 90 metros de largo, su capacidad es de 9 000 personas.

- Cabecera "Mercado de Hacienda": Posee 42 escalones por 80 metros de largo, su capacidad es de 9 000 personas.

- Cabecera ex popular "Barrio Los Perales": 1 728 espectadores sentados. Posee 27 escalones por  80 metros de largo, como popular su capacidad es de 5 000 personas. Habitualmente esta tribuna no se utiliza.

- Platea visitante, ex popular "Chicago 2000": 920 espectadores sentados. Desde 2006 se utiliza únicamente para alojar las delegaciones visitantes en partidos oficiales. Posee 50 escalones con un promedio de 39 metros de largo (en la parte superior es más ancha que en la parte inferior), como popular su capacidad es de 4 820 personas.

### Instalaciones
Dentro del perímetro del predio Estadio Nueva Chicago también se encuentra un gimnasio donde se practican diferentes actividades extrafutbolísticas.
Las instalaciones del Club Atlético Nueva Chicago incluyen, además de su estadio de fútbol, su sede social, un jardín de Infantes, áreas de educación y cultura, y un polideportivo. Dentro de este, realizan las diversas actividades que el club le ofrece al asociado.
- Parque Polideportivo Juan Bautista Alberdi: Nueva Chicago posee un polideportivo donde se realizan competencias de baloncesto, vóley, hockey sobre césped, entre otros. El predio cuenta con diversas comodidades, como una pileta de natación, un auditorio, una biblioteca y un buffet. Se desarrollan, también diversas actividades culturales, que están a cargo del Departamento de Cultura del club.[109] A estas comodidades, hay que sumar la pensión y las canchas donde se desempeñan las divisiones inferiores. Dentro de este complejo, también se encuentran:[110]
  - Sede Social: Se encuentra en la Avenida Lisandro de la Torre 2288, Buenos Aires. En la sede social, se encuentran las oficinas administrativas, la Presidencia, Relaciones Públicas y Comunicación, entre otras. Desde acá, se administra el club.
  - Educación: El club posee un Jardín de Infantes, llamado «Jardincito de Chicago», y áreas de ayuda y apoyo escolar para adolescentes y adultos.[111]

## Área social

### Hinchada
"Es conmovedor, es llamativo y es altamente elogiable lo que ha producido la gente que acompaña a Nueva Chicago. Es una hinchada multitudinaria que suele concurrir en gran número a acompañar al equipo, pero esta situación de Chicago descendido con toda la multitud en la cancha emociona, créame que emociona".
Alejandro Fabbri, transmisión oficial de TyC Sports para Fútbol de Primera, 26 de junio de 2004.
1. ↑  Por este acontecimiento, todos los 26 de junio se celebra el día del hincha de Nueva Chicago.

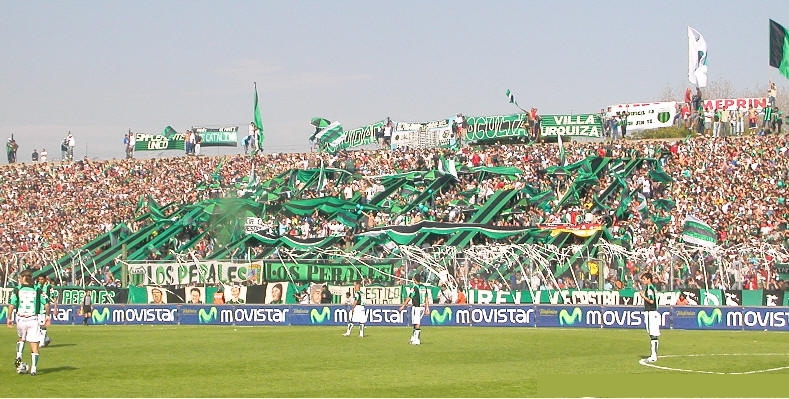
La hinchada de Nueva Chicago en un encuentro contra Boca Juniors, en Mataderos (2006).

El término hinchada se utiliza para referirse a un grupo compuesto por simpatizantes de un club generalmente de fútbol, en Argentina, por ser el deporte más popular del país.

"Le mec de Chicago est supporter à la mort, il ne partage pas ce sentiment. Il est Chicago, et rien de plus".
Traducción:

"El chico de Chicago es un fanático acérrimo, no comparte ese sentimiento. Él es Chicago, y nada más".
Revista So Foot de Francia, marzo de 2008.

La hinchada de Nueva Chicago es reconocida a nivel nacional por su convocatoria y su fidelidad hacia el equipo. Su público también es observado por la prensa por protagonizar hechos ajenos al ámbito futbolero. A su vez, existen referencias en medios de comunicación con noticias relacionadas con la hinchada sobre aspectos policiales, en algunos casos de origen amarillista. También ha trascendido en los planos internacionales, como sucedió en sitios webs de Turquía producto de un vínculo virtual con los hinchas del club Kocaelispor por medio de redes sociales.

"Kocaelispor gibi yeşil-siyah renklere sahip olan Arjantin spor kulübünün taraftarları da tıpkı Hodri Meydan grubu üyeleri gibi ateşli ve takımlarına bir hayli tutkulu. İki tribünün en büyük ortak özelliği ise takımlarının bulunduğu lige bakmadan her koşulda tam destek vermek ve arma için sonuna kadar mücadele etmek geliyor".
Traducción:

"Al igual que el Kocaelispor, los seguidores del club deportivo argentino, que tiene colores verde y negro, también son apasionados por sus equipos, al igual que los integrantes del grupo Hodri Meydan. La mayor característica común de las dos gradas es brindar un apoyo total en todas las condiciones y luchar hasta el final por el aparejo, independientemente de la liga en la que estén sus equipos".
www.golcukpostasi.com, 28 de mayo de 2020.

Afinidades
La hinchada de Nueva Chicago tiene dos amistades: Quilmes y Newell's Old Boys.

### Peñas y filiales

#### Clubes amigos
Listado de clubes amigos de Nueva Chicago mencionados en el sitio oficial:
- Club Social y Deportivo Chicago (Villa Albertina)

Provincia: Buenos Aires

Localidad: Villa Albertina (Lomas de Zamora)

Fundación: 15 de septiembre de 1995

En el club se desarrolla la práctica de fútbol infantil y también cumple funciones sociales en la comunidad.
- Club La Nueva Chicago (Virrey del Pino)

Provincia: Buenos Aires

Localidad: Virrey del Pino (La Matanza)

Club de Baby fútbol masculino y femenino inscripto en la Liga Lifa (La Matanza).
- Club Social y Deportivo Defensores La Esperanza[128]

Provincia: Buenos Aires

Localidad: Campana

Fundación: 12 de septiembre de 1993

El club del barrio La Esperanza cuenta con un plantel superior y categorías menores. El equipo tiene los mismos colores y hasta un escudo similar al de Nueva Chicago, además, desde el año 2001 funciona como filial del Torito de Mataderos. El Defe supo ser campeón de la Liga Campanense, además de competir en copas interregionales y también logró participar en el Torneo Federal C 2017. En enero de 2020 Defensores reforzó al primer equipo con la presencia de Julio Serrano para afrontar la Copa Federación Norte de ese año. La llegada del mediocampista que supo ser bicampeón de la Superliga de Eslovaquia y campeón de la 
Copa de Eslovaquia con el ŠK Slovan Bratislava causó furor en la Ciudad de Campana.

- Club Atlético Chicago (Bariloche)[134]

Provincia: Río Negro

Localidad: San Carlos de Bariloche

Fecha de fundación: 1 de marzo de 2008

Club fundado por los hermanos José Luis Fuentes, Daniel Horacio Fuentes y el Señor Alvial (fallecido). Preocupados por el abandono y la desprotección de los niños que ya se veía, deciden crear el club con la clara idea de promover el desarrollo del fútbol y otros deportes, para poder acercar a los jóvenes.
 Cuenta con actividades deportivas como el fútbol federado, fútbol infantil, taekwondo, atletismo y fútbol femenino.

En la asamblea general del 27 de diciembre de 2020, Silvia Paz, ex legisladora provincial, fue elegida como nueva presidenta del Club Atlético Chicago. La vicepresidenta es Yocelyn Guzmán y el expresidente José Muñoz quedó a cargo de la subcomisión de eventos. Por haber sido campeón de la Copa Bariloche 2019 ganó el derecho de disputar el Torneo Regional Federal Amateur 2021, de cara a este certamen Atlético Chicago reforzó su plantilla con el internacional Juan Manuel Torres.
- Club Nueva Chicago de Puerto Deseado[141]

Provincia: Santa Cruz

Localidad: Puerto Deseado

Fundación: 24 de octubre de 2002

El Club Nueva Chicago de Puerto Deseado utiliza la cancha de Ferrocarriles del Estado, cuando disputa los partidos de la Liga de Fútbol Norte de Santa Cruz. Conocido en la región como "Torito Deseadense" llegó a disputar torneos oficiales del Consejo Federal como el Argentino C 2008/09.

- Club Chicago (Belén)

Provincia: Catamarca

Localidad: Belén

Fundación: 2 de febrero de 2003

El Club Chicago de Belén participa en la Liga Belenista de Fútbol. En el año 2003 se clasificó al Torneo Argentino B 2003/04 integrando el grupo 7 por haber sido campeón de la Liga Belenista en 2003. En Nueva Chicago de Belén también se practica Vóley y el club participa regularmente en la Superliga Catamarqueña.
- Club Atlético Chicago Juniors (Roque Sáenz Peña)

Provincia: Chaco

Localidad: Roque Sáenz Peña

Fundación: 10 de octubre de 2016

En el club se desarrolla la práctica de fútbol infantil y también cumple funciones sociales en la comunidad. En 2017, Chicago Juniors disputó un torneo interregional en Sunchales (Santa Fe) y su categoría 2009 fue subcampeona de la Copa de Oro.
- Club Nueva Chicago (Comodoro Rivadavia)

Provincia: Chubut

Localidad: Comodoro Rivadavia

Fundación: 21 de mayo de 2013

El Club Nueva Chicago de Comodoro Rivadavia tiene como actividad principal el fútsal. Compite en la liga local que cuenta con varias divisionales.
- Club Chicago de Pichanal (Salta)

Provincia: Salta

Localidad: Pichanal

Fundación: 1996

El club se encuentra en Pichanal, un pueblo con 21 mil habitantes, en la localidad de San Ramón de la Nueva Orán, ubicado a ocho kilómetros de la ciudad de Salta. Sus fundadores fueron Javier Egues, Juan y Alberto Oviedo, Darío Pueyrredón, Jorge Castro, Darío y Jorge Castillo, Matías y Lucas Gómez, Adrián Román y Rodolfo Díaz. El equipo participa en la Liga Barrial de Pichanal.

#### Peñas amigas
Listado de peñas amigas de Nueva Chicago mencionadas en su sitio oficial:
- "César Chiki Carranza" de Parque Avellaneda (CABA)[125][155]

- "Zona Sur" (GBA)[125]

- "Los pibes del sur" de Bahía Blanca[125]

- "Unidos" de Bahía Blanca[125][156]

- "Ariel Mingo Jesús" de Azul[125]

- "Oscar Topo Gómez" de La Rioja Capital[125]

## Clásicos y rivalidades

### Los primeros rivales
El rival primitivo de Chicago en sus primeros años de vida y en el plano barrial fue el Club Atlético General Mitre, cuya cancha estaba situada en Tellier y Bilbao (a metros de donde se ubicaba Chicago, en Piedrabuena y Campana) aunque también poseía un segundo campo de juego en Villa Madero. Este club supo militar en Primera División pero fue desafiliado por practicar el profesionalismo y por protagonizar hechos vandálicos de magnitud. Los encuentros entre verdinegros y albiazules eran extremadamente intensos, hasta se han enfrentado oficialmente en 1918 en cuatro partidos correspondientes a la AAF, y en el último de ellos se puso en juego un ascenso que finalmente logró Chicago. Al año siguiente Mitre cambió de asociación y en 1921 cesó sus actividades.
El segundo rival primitivo en importancia fue el Club Atlético Del Plata, adversario histórico hasta los años 30 (el más enfrentado de todos los historiales en AFA hasta ese tiempo) con el cual disputó campeonatos de Ascenso y torneos de Primera División. En 1918 ambos equipos se enfrentaron en una final con incidentes, aquel cruce definitorio se disputó en la vieja cancha de River, el partido lo ganaba Chicago por 1-0 pero se suspendió producto de una invasión de campo al sancionarse un penal a favor del Torito. Los minutos finales se completaron en Estadio GEBA y a puertas cerradas, pero sin efectivizarse el penal cobrado previamente. Del Plata empató el encuentro cerca de cumplirse los 90 minutos y en tiempo suplementario convirtió tres goles más.
| Camiseta de General Mitre | Camiseta de Del Plata |

### Clásico contra All Boys -Superclásico del Ascenso
|  | Para un completo desarrollo véase Clásico All Boys-Nueva Chicago |

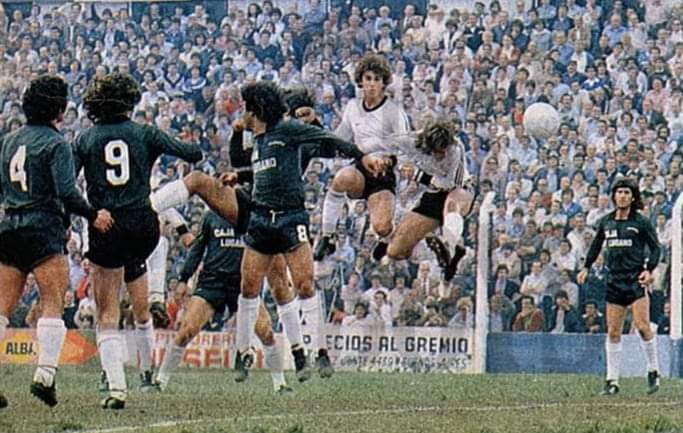
Imagen del clásico de 1981, ambos equipos volvían a verse tras 9 años, en Floresta y a cancha llena.

El verdadero clásico rival histórico de Nueva Chicago es All Boys debido a que coincidieron prácticamente desde el inicio futbolístico en las mismas categorías y rivalizando poco tiempo después. Chicago disputa con All Boys uno de los clásicos más añejos del fútbol argentino. La distancia entre las dos instituciones siempre fue de aproximadamente siete kilómetros, poniendo en juego el honor barrial en cada cotejo.
Este derbi centenario se disputó por primera vez en 1919, de esta manera lleva siendo desde hace 106 años como uno de los más antiguos y tradicionales del ascenso argentino. El historial registra 123 ediciones oficiales y además cuenta con muchos compromisos definitorios de instancia de eliminaciones directas y partidos clasificatorios. Además, Chicago y All Boys son las dos instituciones con más temporadas en Segunda División (77 y 76, respectivamente) y han disputado 113 partidos exclusivamente en el ascenso, es por eso que se lo denomina como el Superclásico del Ascenso.
Los barrios tradicionales de Floresta y Mataderos mantienen desde siempre una eterna rivalidad que dibuja la tenue línea que marca insuperables diferencias dentro de una misma clase social".Fútbol: Cultura y Sociedad. Imágenes y Palabras.
El origen formal del clásico fue en 1926, tras un partido de Primera División disputado hace 99 años que fue suspendido por incidentes entre los futbolistas de ambos equipos. Dos años después, en 1928, se realizó un encuentro “amistoso” en el estadio de Estudiantil Porteño que terminó con los espectadores de ambos equipos en una batalla campal con enfrentamientos de golpes de puño y arrojándose botellas, piedras y todo objeto contundente al alcance. Los hechos de violencia fueron siempre una característica durante toda la historia del clásico.
En lo que respecta a la cuestión geográfica, las avenidas Directorio y Alberdi atraviesan tanto Mataderos como Floresta, con el Parque Avellaneda como división entre los barrios de ambos clubes, que antiguamente solían estar conectados por el tranvía 40 (Nueva Chicago - Rivadavia y Olivera). Las diferencias sociales entre ambos barrios también aportaron al nacimiento de esta rivalidad deportiva.

### Clásico contra Almirante Brown
|  | Para un completo desarrollo véase Clásico Almirante Brown-Nueva Chicago |

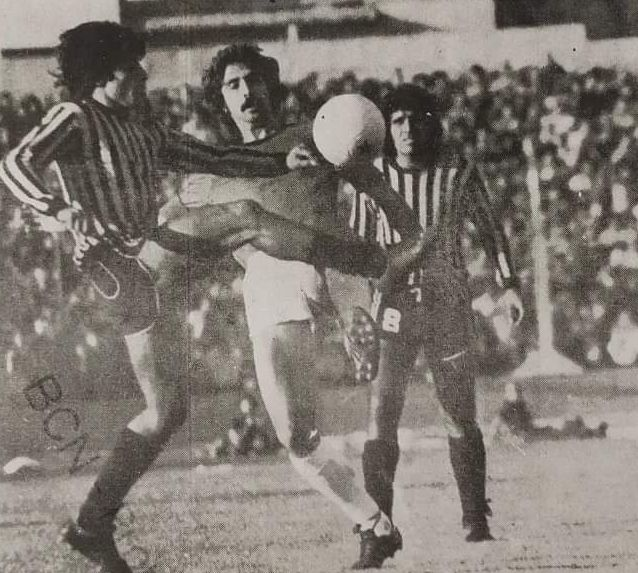
El partido de la polémica que dio origen al antagonismo entre Almirante y Chicago en 1978.

El enfrentamiento contra Almirante Brown es un duelo de gran rivalidad. La enemistad surgió hace 47 años y es uno de los partidos más convocantes y folclóricos de Área Metropolitana de Buenos Aires (AMBA), con la particularidad de que las dos parcialidades comparten algunos barrios y conviven a diario en sectores neurálgicos del partido de La Matanza. Y esto, a pesar de que la Avenida General Paz separa a los dos estadios ubicados a diez kilómetros de distancia en dos distritos diferentes  (Nueva Chicago en la Ciudad Autónoma de Buenos Aires y Almirante Brown en La Matanza, Pcia. de Buenos Aires).
El primer partido se disputó hace 59 años, el 26 de marzo de 1966 correspondiente al campeonato de Primera B.
Lo particular de este clásico es que en los primeros años de competencia había una relación de amistad entre ambas hinchadas. Pero hace 47 años, el 18 de mayo de 1978, la relación entre los hinchas y dirigentes de las dos instituciones se rompió por completo. Luego de la disputa de un encuentro, los directivos del club de San Justo protestaron por la mala inclusión de un jugador del equipo de Mataderos. Esto determinó que la AFA le diera por ganado un partido a Almirante Brown que en la cancha había logrado Nueva Chicago. De esta manera nació una de las rivalidades más importantes del fútbol metropolitano.
La convivencia generó, con el transcurrir de las décadas, una de las mayores rivalidades del fútbol argentino debido a que Nueva Chicago y Almirante Brown están localizados dentro de la zona oeste del AMBA. La distancia entre el barrio de Mataderos y la Sede social del Club Almirante Brown en San Justo es de 6,9 kilómetros.
 "A horas de lo que será una nueva edición del clásico Almirante Brown-Chicago, el gran recuerdo del Torito en el Fragata Sarmiento en la temporada 1997/98.
Si hay un partido que vive en las retinas de los hinchas de Chicago, sin lugar a dudas es el 6-1 sobre Almirante Brown en condición de visitante. Una de las victorias más importantes de su historia".
soloascenso.com.ar

### Clásico contra Chacarita Juniors

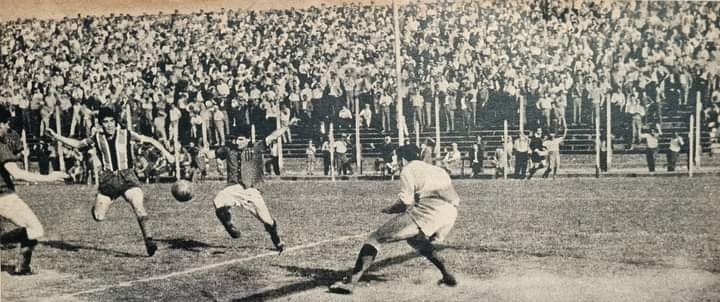
Chacarita recibiendo a Chicago en el torneo de Primera B 1959.

El enfrentamiento con Chacarita Juniors, conocido también como "Chacarita-Chicago", conforma uno de los clásicos más convocantes del fútbol argentino. Este duelo también se destaca desde hace muchos años por su impacto mediático en la prensa a nivel nacional.
 "En la definición más apasionante de toda la historia, Nueva Chicago logró la hazaña y mandó al descenso a Chacarita en un clásico apasionante e inolvidable que tuvo la Promoción entre la B Nacional y la B Metropolitana. Sin dudas, este cruce fue el mejor de todos los que han existido en el mano a mano por la permanencia, aún por encima de las Promociones que jugaron River Plate y Racing Club".
Infobae
El primer enfrentamiento entre ambos fue hace 99 años por el campeonato de Primera División 1925, los goles fueron de Sergio Varela (primer ídolo de la institución de Mataderos) y Lindolfo Acosta. El historial general registra 51 partidos distribuidos entre Primera División y Ascenso de los cuales más de 35 cotejos se desarrollaron con una rivalidad formal entre ambas parcialidades, generando gran expectativa en la previa de cada encuentro. La promoción de 2012 es el cruce más importante del historial, ya que estaba en juego un ascenso y un descenso de categoría, esto terminó con victoria de Chicago siendo uno de los pocos casos en la historia del fútbol mundial donde un equipo decretó la pérdida de categoría de su clásico rival.
Entre las hinchadas de Chacarita y Chicago existía un pacto de no agresión que la política quebró y dio origen a esta rivalidad que nació hace 35 años. La política gremial que unía a ambas hinchadas los enfrentó en el Congreso de la CGT, el preludio de lo que luego ocurrió en la cancha de Ferro cuando los insultos volaron de una tribuna hacia otra. Esto dio origen tiempo después a una serie importante de incidentes, incluso en otras disciplinas. Debido a esto, el clásico Chicago-Chacarita es considerado de alto riesgo por los operativos policiales desde hace más de 28 años.
Tabla comparativa
Comparación moderna desde la creación de la Primera Nacional en 1986/87, que coincide con el inicio de la rivalidad entre los clubes. Actualizado hasta marzo de 2025.
| Era Nacional               |    |    |
| -------------------------- | -- | -- |
| Temporadas                 |    |    |
| Desde 1986/87              | 41 | 41 |
| en Primera División        | 5  | 7  |
| en Primera Nacional        | 26 | 26 |
| en Primera B Metropolitana | 10 | 8  |
| Títulos                    |    |    |
| en Primera Nacional        | 0  | 0  |
| en Primera B Metropolitana | 1  | 1  |
| Ascensos                   |    |    |
| a Primera División         | 3  | 3  |
| a Primera Nacional         | 3  | 2  |

### Clásico contra Deportivo Morón

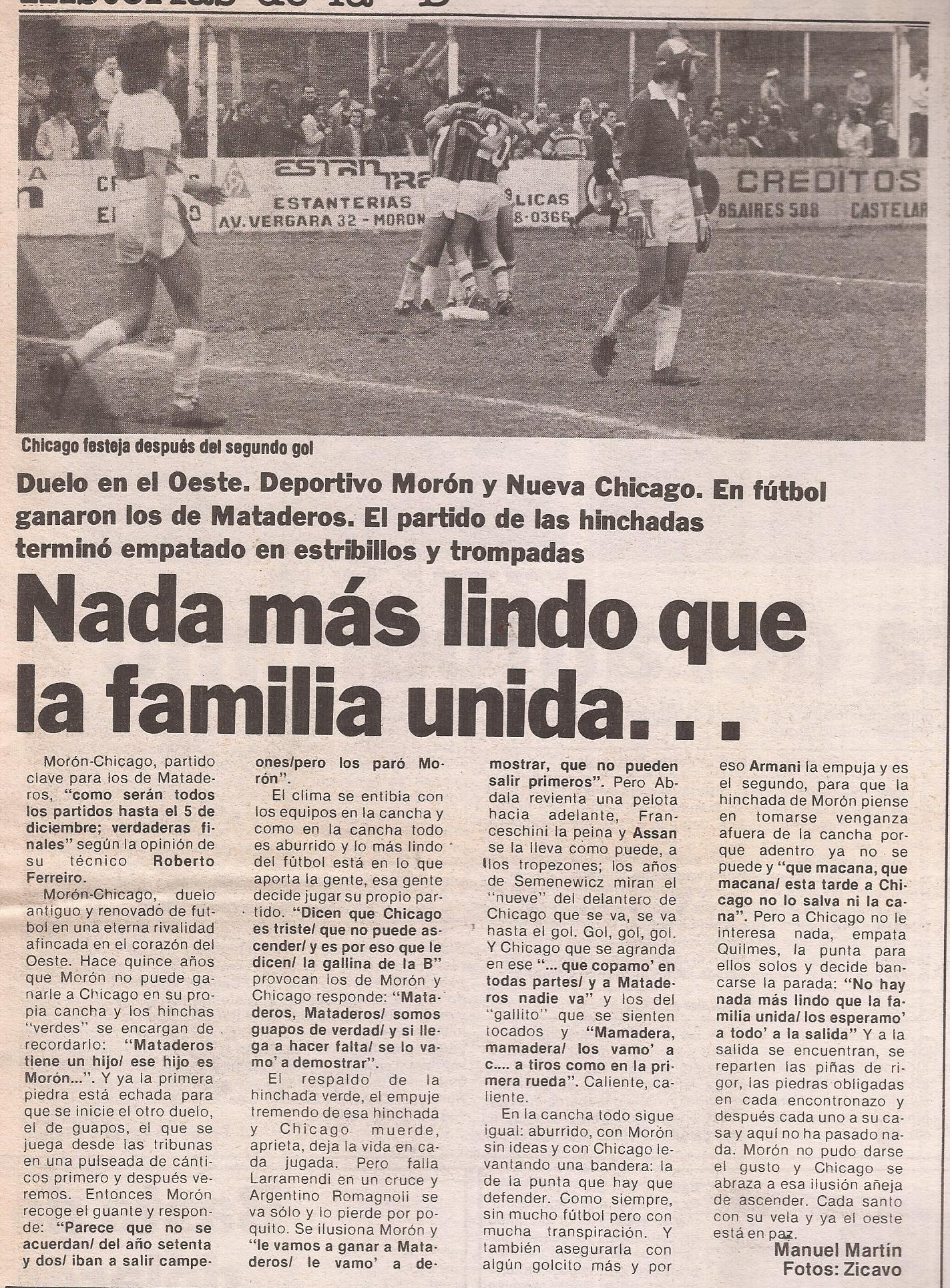
Crónica de El Gráfico que refleja la vieja rivalidad con Deportivo Morón.

El enfrentamiento contra Deportivo Morón puede ser considerado un clásico, debido a que la rivalidad es intensa desde hace más de 43 años por reiterados incidentes entre ambas hinchadas. El primer partido oficial fue hace 65 años, en 1960 y cuenta con un historial de 92 encuentros. Pese a que no se presume una cercanía geográfica entre los dos clubes, persiste la presencia de ambas parcialidades en ciertos sectores de la zona oeste del conurbano bonaerense. Este duelo le sirvió de inspiración a Eduardo Sacheri para la creación de uno de los cuentos de la obra llamada Los Traidores publicada en 2002.

### Rivalidades destacadas
Dentro de las rivalidades que posee Nueva Chicago se destacan los siguientes clubes:
- Tigre: Sostiene una intensa rivalidad de muchos años con Tigre.[214] En la temporada 1970[215] y la 2006/2007[216] ambos equipos protagonizaron partidos definitorios que sentenciaron el descenso del rival, en este último con una tragedia que repercutió mediáticamente en todo el país. Los hinchas de Tigre fraternalizan con los de Morón, lo cual acrecienta aún más las diferencias.[217][218]
- Vélez Sarsfield: Los partidos que disputa contra Vélez no reúnen muchos encuentros pero el límite barrial separado únicamente por la Avenida Emilio Castro crea una fuerte rivalidad. Durante varios años hubo buena convivencia entre los clubes pero culminó hace 42 años cuando se produjo una batalla campal en el estadio de Chicago y, a partir de ahí, todos los partidos son considerados de "alto riesgo" por las autoridades de seguridad y es considerado un clásico de barrio. Además, el club de Liniers es el rival más referenciado por el cancionero de la hinchada de Mataderos.[219][220][221][222][223]

### Otras rivalidades

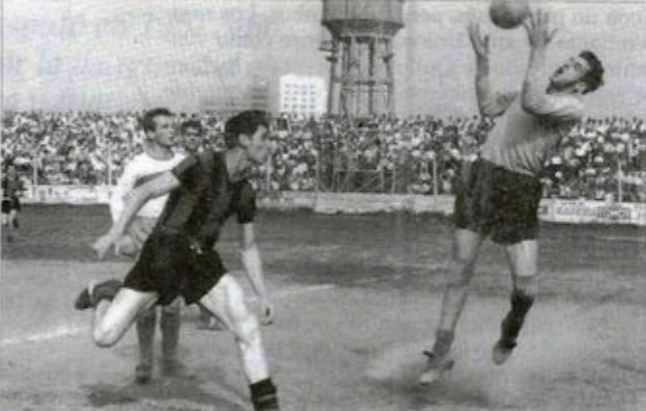
Pilo Calandria en acción contra Platense en Mataderos, uno de los rivales más habituales de Chicago en la modernidad.

El rival que más veces enfrentó a Nueva Chicago en toda su historia es Almagro (con un total de 140 partidos oficiales), sin embargo este encuentro no presume actualmente una gran enemistad. En consecuencia, existen también existen otras rivalidades con los siguientes clubes:
- 'Argentinos Juniors': La rivalidad con Argentinos Juniors fue una de las más antiguas que tuvo Chicago en sus primeros años de manera consecutiva jugando en Primera B. En el pico más alto de la rivalidad dejaron de enfrentarse por 26 años, esto aplacó la intensa rivalidad de los años 1950 que se vivía como un clásico.[nota 2] Décadas más tarde volvieron a reencontrarse, también con partidos definitorios catalogados de alto riesgo y derivados a disputarse en escenarios neutrales por decisión policial.[225][226]
- 'Atlanta': La rivalidad con el Bohemio es más bien de carácter deportivo, con conflictos desarrollados en la casa madre del fútbol argentino.[nota 3][228]

- 'Huracán': El Globo es el primer rival existente de toda la historia con el que se enfrentó Chicago sin distinción de asociaciones y torneos. El primer antecedente data de 114 años, paradójicamente una semana antes del acta fundacional del club de Mataderos.[nota 4] Años más tarde compartieron temporadas en Primera División y protagonizaron en 1926 una de las definiciones más bochornosas de la historia del fútbol argentino. En la era moderna se han visto con cierta frecuencia y con incidentes de por medio.[229]

- 'Temperley': El Celeste es uno de los tres clubes deportivos más tradicionales de Chicago debido a su extenso historial.[230][231]

- 'Los Andes': El club de Lomas de Zamora es otro de los rivales más enfrentados por Chicago, incluso con definiciones importantes.[232][233]

- 'Platense': El Calamar ha sido uno de los rivales modernos con el cual ha disputado torneos y en ocasiones culminaron con incidentes de relevancia.[234][235]

## Organigrama

### Plantel 2025
- Actualizado el 4 de julio de 2025

- Los equipos argentinos están limitados a tener un cupo máximo de seis jugadores extranjeros, aunque solo cinco podrán firmar la planilla del partido

#### Altas
| Invierno                |                |                            |                      |
| Daniel Abello           | Defensa        | Racing de Córdoba          | Libre                |
| Sergio Ortiz            | Centrocampista | Independiente              | Préstamo             |
| Juan Mendoza            | Delantero      | Brown de Adrogué           | Libre                |
| Francisco Nouet         | Delantero      | Tristán Suárez             | Libre                |
| Verano                  |                |                            |                      |
| Agustín Aguirre         | Defensa        | Godoy Cruz                 | Libre                |
| Franco Cortés           | Defensa        | Acassuso                   | Préstamo             |
| Elías Machuca           | Defensa        | Racing                     | Libre                |
| Juan Ignacio Motroni    | Defensa        | Germinal (Rawson)          | Préstamo             |
| Facundo Rizzi           | Defensa        | Gimnasia y Esgrima (Jujuy) | Libre                |
| Julián Rodríguez Vuotto | Defensa        | Santiago Morning           | Libre                |
| Gonzalo Soto            | Defensa        | Aldosivi (Mar del Plata)   | Libre                |
| Alejandro Almaraz       | Centrocampista | San Lorenzo de Almagro     | Regresa del préstamo |
| Germán Mansilla         | Centrocampista | Ferro (General Pico)       | Libre                |
| Emiliano Méndez         | Centrocampista | Sarmiento (Junín)          | Libre                |
| Iván Molinas            | Centrocampista | San Martín (Tucumán)       | Libre                |
| Mateo Montenegro        | Centrocampista | Almagro                    | Libre                |
| Gonzalo Muscia          | Centrocampista | Riga FC                    | Libre                |
| Lucas Vázquez           | Centrocampista | Boca Juniors               | Libre                |
| Exequiel Beltramone     | Delantero      | Talleres (Córdoba)         | Libre                |
| Julián Eseiza           | Delantero      | Godoy Cruz (Mendoza)       | Préstamo             |
| Tomás Orqueida          | Delantero      | Deportivo Laferrere        | Libre                |
| Ignacio Rodríguez       | Delantero      | Boca Juniors               | Préstamo             |
| Nahuel Roldán           | Delantero      | Oriental                   | Libre                |

#### Bajas
| Invierno            |                |                         |                       |
| Gonzalo Soto        | Defensa        | Colón de Santa Fe       | Rescisión de contrato |
| Martín Argüello     | Centrocampista | Sportivo Belgrano       | Rescisión de contrato |
| Exequiel Beltramone | Delantero      | Agente libre            | Rescisión de contrato |
| Nahuel Roldán       | Delantero      | Agente libre            | Rescisión de contrato |
| Ramón Villalba      | Delantero      | Agente libre            | Rescisión de contrato |
| Verano              |                |                         |                       |
| Daniel Monllor      | Guardameta     | Agente libre            | Fin de contrato       |
| Alejandro Contreras | Defensa        | San Marcos de Arica     | Fin de contrato       |
| Ivo Gutiérrez       | Defensa        | Agente libre            | Rescisión de contrato |
| Ezequiel Paz        | Defensa        | Agente libre            | Rescisión de contrato |
| Roque Ramírez       | Defensa        | Atlético de Rafaela     | Rescisión de contrato |
| Gonzalo Rocaniere   | Defensa        | Arsenal                 | Fin de contrato       |
| Tomás Rossi         | Defensa        | Sportivo Belgrano       | Fin del préstamo      |
| Mauro Zurita        | Defensa        | Independiente           | Fin del préstamo      |
| Gabriel Altamirano  | Centrocampista | Talleres (RdE)          | Fin de contrato       |
| Maximiliano Amarfil | Centrocampista | Cipolletti (Río Negro)  | Fin del préstamo      |
| Tomás Bottari       | Centrocampista | Independiente Rivadavia | Fin de contrato       |
| Evelio Cardozo      | Centrocampista | Racing                  | Fin del préstamo      |
| Román Digión        | Centrocampista | Deportivo Laferrere     | Fin de contrato       |
| Lucas López         | Centrocampista | Agente libre            | Fin de contrato       |
| Agustín Pastorelli  | Centrocampista | Atlético de Rafaela     | Fin de contrato       |
| Enzo Trinidad       | Centrocampista | Defensores Unidos       | Fin de contrato       |
| Gaspar Vega         | Centrocampista | General Caballero       | Fin de contrato       |
| Facundo Castro      | Delantero      | FBC Melgar              | Fin de contrato       |
| Lautaro Ortega      | Delantero      | Yupanqui                | Rescisión de contrato |
| Agustín Paz         | Delantero      | Estudiantes (Caseros)   | Fin de contrato       |
| Cristian Rodríguez  | Delantero      | J.J. Urquiza            | Rescisión de contrato |
| Ignacio Zanzi       | Delantero      | Sportivo Barracas       | Rescisión de contrato |

#### Cesiones
| Jugador          | Posición       | Destino           | Fin del préstamo |
| ---------------- | -------------- | ----------------- | ---------------- |
| Ignacio Muñoz    | Defensa        | Deportivo Español | 30-12-2025       |
| Gonzalo Aguirre  | Centrocampista | Alianza Lima      | 30-06-2025       |
| Paul Charpentier | Delantero      | Deportes Limache  | 31-12-2025       |

## Futbolistas y entrenadores

### Futbolistas
| Emilio Solari, 1921                                                                                     | Florentino Vargas | Julio San Lorenzo, 1958                                                                                |
| Emilio Solari fue el primer capitán campeón con la Selección Argentina siendo jugador de Nueva Chicago. | Florentino Vargas fue el autor del gol que consagró campeón a Nueva Chicago en una copa nacional de Primera División. | Julio San Lorenzo fue, para una generación de simpatizantes, el mejor jugador de la historia del club. |
| Algunos futbolistas destacados en Nueva Chicago.                                                        | | |

#### Mayores presencias y máximos goleadores
Este es el podio de futbolistas de Nueva Chicago con más partidos oficiales y con más goles convertidos desde 1920.
| Podio de máximas presencias | Podio de máximas presencias | Podio de máximas presencias | Podio de máximas presencias |
| --------------------------- | --------------------------- | --------------------------- | --------------------------- |
| 1                           | Christian Gómez             | 435                         |                             |
| 2                           | Oscar Loyarte               | 338                         |                             |
| 3                           | José Voltura                | 270                         |                             |

| Podio de máximos goleadores | Podio de máximos goleadores | Podio de máximos goleadores | Podio de máximos goleadores |
| --------------------------- | --------------------------- | --------------------------- | --------------------------- |
| 1                           | Norberto Calandria          | 116                         |                             |
| 2                           | Gustavo González            | 112                         |                             |
| 3                           | Christian Gómez             | 108                         |                             |

#### Los más exitosos
El siguiente listado incluye a los cinco futbolistas de Nueva Chicago con más consagraciones deportivas (campeonatos y ascensos).
- Christian Gómez (4):

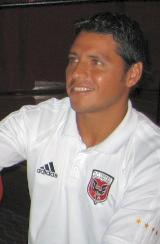
Christian Gómez es el jugador más exitoso de la historia de Nueva Chicago.

  - dos ascensos a Primera División (2000/2001 y 2014)
  - dos ascensos a Primera B Nacional (2011/2012 y campeón 2013/2014)
- José María Mercado (3):
  - campeón de la Copa de Competencia Jockey Club (1933)
  - ascenso a Primera División (campeón 1930)
  - un ascenso a Segunda División (campeón 1940)
- Matías Escudero (3)
  - un ascenso a Primera División (2014)
  - dos ascensos a Primera B Nacional (2011/2012 y campeón 2013/2014)
- Leandro Testa (3):
  - campeón Clausura 2006 de Primera B Nacional (2005/2006)
  - un ascenso a Primera División (2005/2006)
  - un ascenso a Primera B Nacional (2011/2012)
- Sergio Varela (3):
  - un ascenso a Primera División (1919)
  - un ascenso a División Intermedia (1918)
  - un ascenso a Segunda División (1915)

#### Distinciones individuales
- Máximo goleador en un torneo de Primera División:
  -  Florentino Vargas en Primera División (AFAP) 1933 (16 goles).
- Máximo goleador en un torneo de Segunda División:
  -  Julio San Lorenzo en Primera B 1961 (19 goles).[236]
  -  Jorge Pérez en Primera B 1965 (35 goles).
  -  Mario Franceschini en Primera B 1981 (27 goles).
  -  Héctor Scotta en Primera B 1986 (14 goles).[237]
- Máximo goleador en un torneo de Tercera División:
  -  Ángel Lomiento en Tercera División 1940 (25 goles).
  -  Víctor Rogelio Ramos en Primera B Metropolitana 1989/1990 (22 goles).
- Jugador activo con el club y campeón con la Selección Argentina:
  -  Emilio Solari en el Campeonato Sudamericano 1921.
- Jugador activo con el club y convocado por la Selección Argentina:
  -  Emilio Solari (19 partidos entre 1921 y 1926).[238]
  -  Juan Félix Maglio (2 partidos en 1925).[16][239]
  -  Juan Villagra (2 partidos y un gol en 1926).[240][17]
  -  José Voltura (un partido en 1922).[18][241]
  -  Sergio Varela (un partido en 1923).[19]
- Jugador activo con el club y convocado por la Selección argentina amateur para realizar una gira por Chile en 1933, de cara a la Copa Mundial de Italia 1934:
  -  Florentino Vargas (4 partidos, 7 goles).[242]
  -  Adolfo Scali (un partido).[242]
- Jugadores activos con el club y convocados por la Selección argentina amateur para disputar amistosos informales:
  -  Aldolfo Pascale.[242]
- Jugador activo con el club y campeón con la Selección sub-20 de Argentina:
  -  Leonardo Sigali en la Copa Mundial de Fútbol Sub-20 de 2007.[nota 5]
- Personalidad Destacada en el ámbito del Deporte por la Legislatura de la Ciudad Autónoma de Buenos Aires:
  -  Christian Gómez en 2014.[244]

### Entrenadores
| Roberto Ferreiro                                                       | Manuel Giúdice                                         | Pablo Guede                                                             |
| Roberto Ferreiro, técnico campeón de Primera B 1981 con Nueva Chicago. | Manuel Giúdice, entrenador de Chicago en dos períodos. | Pablo Guede, DT campeón de Primera B Metropolitana 2013/14 con el club. |
| Algunos entrenadores destacados en Nueva Chicago.                      |                                                        |                                                                         |

Es preciso remarcar que durante las primeras décadas del fútbol argentino, la práctica de Director Técnico no estaba instalada en todos los clubes. En Nueva Chicago, los que cumplían el rol de director técnico generalmente eran los capitanes de sus respectivos equipos, mientras que los entrenadores de la División Reserva solían ser directivos del club. Además, en esa época la profesión no era considerada relevante para los medios de comunicación, por ese motivo los diarios no tenían en cuenta los apellidos de los entrenadores en las síntesis de los partidos.
La Asociación de Técnicos de Fútbol Argentino (ATFA) fue fundada en 1963. A partir de la obtención de la Personería Gremial, en el año 1969, se inició una fecunda labor en beneficio de los afiliados, fortalecida por la firma del Primer Convenio Laboral en 1971, homologado en 1975, con vigencia hasta la fecha, con las modificaciones que imponen los nuevos tiempos.
Entrenadores desde 1955
Presione aquí para ver el listado completo de los entrenadores de Nueva Chicago desde 1955.

#### Mayores presencias
Lista de Directores Técnicos con más partidos dirigidos en el club desde 1955.
| Presencias | Presencias       | Presencias | Presencias |
| ---------- | ---------------- | ---------- | ---------- |
| 1          | Jorge Pérez (*)  | 173        |            |
| 2          | Hugo Zerr        | 139        |            |
| 3          | Roberto Ferreiro | 128        |            |
| 4          | Rodolfo Motta    | 120        |            |
| 5          | Ángel Allegri    | 100        |            |

## Divisiones inferiores
| Leonardo Sigali                                                                                               | Alejandro Martinuccio                                                                              | Ariel Nahuelpán                                                   |
| Leonardo Sigali disputando la fase previa de la UEFA Champions League con Dinamo Zagrev.                      | Alejandro Martinuccio jugando para Peñarol en la final de la Copa Libertadores 2011 contra Santos. | Ariel Nahuelpán se presenta oficialmente en Barcelona de Ecuador. |
| Algunos futbolistas surgidos en las inferiores de Nueva Chicago que se destacaron en el fútbol internacional. | |                                                                   |

### Historia
Las divisiones inferiores de Nueva Chicago están categorizadas por edad, dividiéndose en: Cuarta, Quinta, Sexta, Séptima, Octava y Novena División. Estas categorías han obtenido un total de 24 títulos (uno en Primera División). El club también trabaja con un plantel de Reserva, que compite con sus pares de Segunda División, cuyo palmarés cuenta con tres campeonatos de liga y dos copas.
El primer título de Nueva Chicago en juveniles fue en 1936, en Cuarta División. El último título en un torneo de juveniles fue en 2021 en Octava.

Nueva Chicago se acredita el campeonato

En el partido final venció al de Excursionistas que nos igualaba en la tabla de posiciones, por el score de cinco goles a cero.
Crónica del partido

Una amplia victoria obtuvo el equipo de cuarta especial matutina de Nueva Chicago contra Excursionistas, con la cual la Institución de Mataderos se clasificó campeón de su categoría.

Una apreciable cantidad de espectadores se dió cita en el field de Nueva Chicago, donde al llamado del árbitro los equipos se constituyeron integrados por los siguientes jugadores:

Nueva Chicago: Risso; Castro y Balcarce; Robertazzi, Aballone y Renna; Larrechart, Lucero, Martínez, Posse y Torres.
Excursionistas: Vega; Lagos y Berardi, Oalzón, Filoni y Fiorito; Cometi, Curutchet, Bertoni, Paulini e Introzzi.

El primer tanto fue obtenido a 15 minutos por intermedio de Lucero; aumentando a los 20 minutos Larrechart y a los 44' Martínez, con lo cual la primera etapa finalizó 3 a 0 a favor de Nueva Chicago. En el segundo período los de Mataderos obtuvieron dos nuevos tantos, a los 4' por intermedio de Torres y a los 41' Martínez cerró el tanteador que al finalizar pocos minutos después decretaba la amplia victoria de Nueva Chicago por 5 tantos contra 0 de los de Excursionistas, y obtener un galardón más para nuestra divisa por estos bravos muchachos que demostraron gran capacidad futbolística, y que luego muchos de ellos alternarían en los planteles superiores de la Institución.
 Crónica de 1936 replicada por Aquí Mataderos.

A partir de 1950 comenzaron a jugarse los torneos de juveniles de Primera División con el formato actual, es decir, seis divisiones (cuarta a novena). La resolución fue adoptada por el Comité Ejecutivo el 15 de marzo de 1950  (Boletín n.º 1558). Las edades establecidas fueron: 19 años (cuarta), 18 (quinta), 17 (sexta), 16 (séptima), 15 (octava) y 14 (novena). El resto de los torneos juveniles fueron produciendo cambios en sus formatos hasta que en el 2006 todos los torneos comenzaron a jugar con las seis divisiones.

### Destacados
Por las inferiores de Nueva Chicago se han formado jugadores que participaron en Primera División de AFA, en selecciones nacionales mayores/juveniles o en el extranjero.
- Campeón con Nueva Chicago, desempeño en Primera División con el club y convocado por la Selección Argentina: José Voltura.
- Ascenso y/o campeón con Nueva Chicago, desempeño en Primera División con el club, campeón de Primera División con otra institución y campeón en el extranjero: Christian Gómez, Leonardo Sigali y Nicolás Sánchez.
- Ascenso y/o campeón con Nueva Chicago, desempeño en Primera División con el club y campeón de Primera División con otra institución: Juan Carlos Erba, Daniel Vega y Juan Huerta.
- Ascenso con Nueva Chicago, desempeño en Primera División con el club y campeón en el extranjero: Julio Serrano.
- Ascenso con Nueva Chicago y convocado por la selección juvenil argentina: Fabio Almirón.[252]
- Ascenso con Nueva Chicago y desempeño en Primera División con el club, con otra institución y/o en el extranjero: Gustavo González, "Pocholo" Sánchez, Roberto Leiga, Ariel Jesús, César Carranza, Damián Lemos, Pablo Ruíz, Adrián Scifo, Matías Escudero, Roberto Bochi, Federico Fattori, David Barbona y Alejandro Melo.
- Desempeño en Primera División con el club y campeón en el extranjero: Ariel Nahuelpán.
- Campeón en el extranjero: Alejandro Martinuccio, Eder Borelli y Leonardo Ramos.
- Desempeño en Primera División con Nueva Chicago, con otro club y/o en el extranjero: Martín Larrechart,[250] Jorge Pérez, Daniel Distéfano, Lucio Filomeno, Cristian Trombetta, David Distéfano, Marcelo Herrera, Federico Lanzillota, Matías Vera, Nicolás Giménez, entre otros.

Entre los nombres de calibre que pasaron por poco tiempo por las inferiores de Nueva Chicago se destacan Leandro Paredes, Sebastián Driussi y Nahuel Ferraresi.

## Otras secciones deportivas

### Disciplinas federadas a AFA
El listado de disciplinas federadas a AFA se compone por el fútbol femenino, fútbol sénior y fútsal masculino y femenino.

#### Fútbol femenino
El fútbol femenino de Nueva Chicago se afilió a AFA por primera vez en 2019 para disputar la temporada de Primera C 2019/2020. Este torneo fue cancelado a causa de la pandemia de COVID-19. Entre los resultados más destacados se encuentra un empate 1-1 frente a Vélez Sarsfield, equipo que consagró campeón del torneo Primera C 2020.
Temporadas
Total en AFA: 5

En Primera A: 0

En Primera B: 0

En Primera C: 5

| # | Temporada | Torneo local | Torneo local                                 | Copa nacional | Copa nacional |
| # | Temporada | Torneo       | Ubicación                                    | Torneo        | Ubicación     |
| - | --------- | ------------ | -------------------------------------------- | ------------- | ------------- |
| 1 | 2019/20   | Primera C    | 12.º de 16                                   | -             | -             |
| 2 | 2021      | Primera C    | 4.º de 11 Zona "B"                           | -             | -             |
| 3 | 2022      | Primera C    | 14° de 14 Zona Campeonato                    | -             | -             |
| 4 | 2023      | Primera C    | 10° Ap. Zona "C" 3° Cl. Zona "C" 4° de final | -             | -             |
| 5 | 2024      | Primera C    | A disputarse                                 | -             | -             |

Trayectoria desde 2019/20

#### Fútbol sénior
El Fútbol sénior tiene como reglamento inscribir exjugadores del club de 35 años en adelante. En noviembre y diciembre de 2018, Nueva Chicago no pudo aprovechar dos chances de ascender a la Superliga Sénior, primero cayó derrotado en la final de la Copa de Oro ante Los Andes y la segunda instancia de ascenso la perdió ante Comunicaciones, ambas definiciones por tiros desde el punto penal. El plantel 2021 contó, entre los más destacados, con Christian Gómez, Julio Serrano, César Carranza, Juan Huerta y Ariel Jesús.
Trayectoria

#### Fútsal masculino
Nueva Chicago tuvo participaciones con muchos vaivenes, comenzó en Primera División entre 1992 y 1994, entre 1999 y 2003 pasó por ausencias y algunas competiciones hasta encontrar la actual regularidad desde 2014. En 2019 se consagró campeón de Primera C. En 2020 fue subcampeón de la Supercopa 2020 al perder en la final contra San Lorenzo de Almagro, pero dejando en el camino a rivales como Boca Juniors y Ferro Carril Oeste. También se destacan victorias ante River Plate.
Temporadas
Total en AFA: 16

En Primera A: 5 (1992-1994 y 2023-2024)

En Primera B: 7 (1999; 2002-2003; 2014-2015 y 2020-2022)

En Primera C: 4 (2016-2019)

Palmarés
Primera B (1): 2022

Primera C (1): 2019
Trayectoria desde 1992

### Otros deportes de conjunto
- Básquetbol.[267][268]

- Handball.[269]

- Hockey femenino.[270][271]

- Vóley femenino.[272]

### Deportes individuales
- Boxeo: Recientemente, Leandro Robutti se consagró campeón argentino de peso pesado, título que había conseguido anteriormente en 2021.[273][274] También supo estar rankeado dentro de los mejores tres del país en esta categoría.[275]

- Karate

- Natación

- Tenis

## Datos del club

### Trayectoria
Actualizado hasta la temporada 2025 inclusive.
Total de temporadas en AFA: 114.
 Aclaración: Las temporadas no siempre son equivalentes a los años. Se registran cuatro temporadas cortas: 1986, 2014, 2016 y 2020.
- Temporadas en Primera División: 18 (1920-1926, 1931-1934, 1982-1983, 2001/02-2003/04, 2006/07 y 2015)
- Temporadas en Segunda División: 78 (récord)
  - en Intermedia: 1 (1919)
  - en Sección B: 4 (1927-1930)
  - en Primera B: 47 (récord; 1935-1937, 1941-1981, 1984-1986)
  - en Primera Nacional: 26 (1991/92-2000/01, 2004/05-2005/06, 2007/08, 2012/13, 2014, 2016-2025)
- Temporadas en Tercera División: 16
  - en Segunda División: 3 (1915, 1917-1918)
  - en Tercera División: 3 (1938-1940)
  - en Primera B Metropolitana: 10 (1986/87-1990/91, 2008/09-2011/12, 2013/14)
- Temporadas en Cuarta División: 2
  - en Tercera División: 2 (1913-1914)
- Temporadas desafiliado: 1 (1916) Aclaración: no fue por mérito deportivo sino por una sanción disciplinaria de la Asociación.

| Para ver en detalle                 | Para ver en detalle |
| ----------------------------------- | ------------------- |
| Todas las temporadas en AFA         | Presione aquí       |
| Participaciones en Copas Nacionales | Presione aquí       |
| Goleadas                            | Presione aquí       |
| Récords y hechos destacados         | Presione aquí       |

### Movilidad interdivisional
1914: de Tercera División a Segunda División 

 1916: desafiliado
  1917: reafiliado (en Segunda División)
  1918: de Segunda División a Intermedia
  1919: de Intermedia a Primera División
  1926: de Primera División a Sección B 
  1930: de Sección B a Primera División

 1934: de Primera División a Segunda División 

 1937: de Segunda División a Tercera División

 1940: de Tercera División a Segunda División

 1981: de Primera B a Primera División

 1983: de Primera División a Primera B

 1986: de Primera B a Primera B Metropolitana 

 1991: de Primera B Metropolitana a Nacional B

 2001: de Primera B Nacional a Primera División

 2004: de Primera División a Primera B Nacional

 2006: de Primera B Nacional a Primera División

 2007: de Primera División a Primera B Nacional

 2008: de Primera B Nacional a Primera B Metropolitana 

 2012: de Primera B Metropolitana a Primera B Nacional

 2013: de Primera B Nacional a Primera B Metropolitana

 2014: de Primera B Metropolitana a Primera B Nacional

 2014: de Primera B Nacional a Primera División

 2015: de Primera División a Primera B Nacional
1. ↑  Por reprogramación de categorías ascendió a principios de 1915.
2. ↑  Por haber sido desafiliado a mediados de 1926 de la AAF y la posterior unificación de asociaciones fue denegada su petición de permanecer en Primera.
3. ↑  Por la última fusión de asociaciones fue reubicado junto con 22 equipos.
4. ↑  No se clasificó al Nacional B y fue relegado por reestructuración.
5. ↑  Sufrió la quita de 18 puntos.

### Participaciones en Copas Nacionales
Actualizado hasta la temporada 2025 inclusive.
Total de participaciones en AFA: 23.
- Copas de Primera División: 16
  - Participaciones en Copa Argentina: 8 (2011/12, 2012/13, 2013/14, 2014/15, 2015/16, 2016/17, 2018/19, 2025).
  - Participaciones en Copa de Competencia Jockey Club: 5 (1919, 1921, 1925, 1931, 1933).
  - Participaciones en Copa de Honor: 1 (1920).
  - Participaciones en Copa Estímulo: 1 (1920).
  - Participaciones en Copa de Competencia Asociación Amateurs: 1 (1926).
- Copas de Ascenso: 7
  - Participaciones en Copa de Competencia (AAF): 2 (1917, 1918).
  - Participaciones en Copa de Competencia de Segunda División (AFA): 1 (1934).
  - Participaciones en Torneo Preparación de Segunda División (AFA): 3 (1937, 1944, 1952).
  - Participaciones en Copa de Honor Juan Domingo Perón: 1 (1950).

## Palmarés

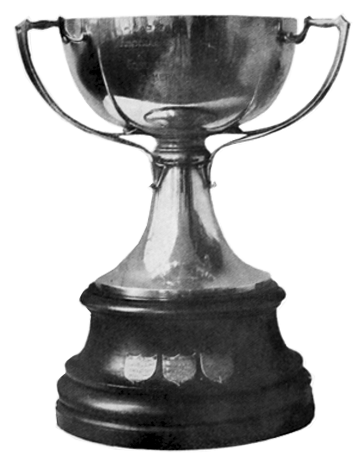
Copa de Competencia Jockey Club de Primera División ganada por Nueva Chicago en 1933.

### Títulos
Campeonatos Nacionales (5)
| División               | Campeón (5)     | Subcampeón (7)        |
| ---------------------- | --------------- | --------------------- |
| Primera División (0/2) |                 | 1925 y 1933.          |
| Segunda División (2/3) | 1930 y 1981.    | 1958; 1968 y 2005/06. |
| Tercera División (2/2) | 1940 y 2013/14. | 1939 y 2008/09.       |
| Cuarta División (1/0)  | 1921.           |                       |

Copas Nacionales (1)
| Competiciones                 | Campeón (1) | Subcampeón (1) |
| ----------------------------- | ----------- | -------------- |
| Competencia Jockey Club (1/1) | 1933.       | 1921.          |

Copas de Ascenso
| Competiciones     | Campeón        | Subcampeón     |
| ----------------- | -------------- | -------------- |
| Copa Raúl Colombo | No se definió. | No se definió. |

### Otros logros
Torneos que no otorgan título oficial
| Torneos cortos                | Campeón (1)                 | Subcampeón         |
| ----------------------------- | --------------------------- | ------------------ |
| Primera B Nacional (1/0)      | Clausura 2006               |                    |
| Torneos no regulares          | Ganador (4)                 | Finalista (3)      |
| Primera B Nacional (1/0)      | Reducido 2001               |                    |
| Segunda División (0/1)        |                             | Reducido 1967      |
| Torneo del Interior (1/1)     | Zonal Noroeste 1991         | Zonal Sureste 1990 |
| Primera B Metropolitana (2/1) | Reducido 1989 Reducido 2012 | Reducido 2011      |

Ascensos
| Categoría              | Año                                  |
| ---------------------- | ------------------------------------ |
| A Primera División (6) | 1919; 1930; 1981; 2001; 2006 y 2014. |
| A Segunda División (5) | 1918; 1940; 1991; 2012 y 2014.       |
| A Tercera División (1) | 1914.                                |

### Copas amistosas
| Competición                           | Año       |
| ------------------------------------- | --------- |
| Torneo Reducido Copa Anezin Hnos. (1) | 1920      |
| Trofeo Tedin Uriburu (1)              | 1944      |
| Copa Italia (1)                       | 1964      |
| Copa Amistad (2)                      | 1981 1996 |
| Copa Malvinas Argentinas (1)          | 2022      |

### Torneos de Reserva y de Divisiones Juveniles
| Organizados por AAmAF, AFAP y AFA | Organizados por AAmAF, AFAP y AFA                            | Organizados por AAmAF, AFAP y AFA |
| Competición juvenil               | Títulos (28)                                                 |                                   |
| --------------------------------- | ------------------------------------------------------------ | --------------------------------- |
| Torneo de Reserva (3)             | Sección B 1929. Primera B 1961. Primera B Nacional 1996/97.  |                                   |
| Cuarta División (8)               | 1936, 1951, 1962, 1976 y 1984 (B), 1993, 1997 y 2012 (PN).   |                                   |
| Quinta División (3)               | 1960 y 1983 (B); 1992 (PN).                                  |                                   |
| Sexta División (2)                | 1990 y 2000 (PN).                                            |                                   |
| Séptima División (4)              | 1993, 2012, 2018 y 2019 (PN).                                |                                   |
| Octava División (4)               | 1986 (B); 1989, 2012 y 2021 (PN).                            |                                   |
| Novena División (4)               | Clausura -Integración- 2004 (A); 1966 (B); 2017 y 2023 (PN). |                                   |

### Copas ganadas por la División Reserva
| Competición                                               | Año  |
| --------------------------------------------------------- | ---- |
| Copa Ministerio del Interior (1)                          | 1921 |
| Campeonato de Zona Oeste - Copa Dr. Guillermo Udaondo (1) | 1921 |